# فهرست سیارک‌ها (۱۷۸۰۰۱–۱۷۹۰۰۱)
فهرست سیارک‌ها (۱۷۸۰۰۱ - ۱۷۹۰۰۱) فهرست سیارک‌ها از ۱۷۸۰۰۱ تا ۱۷۹۰۰۱ است.
| نام    | نام انگلیسی    | تاریخ کشف       |
| ------ | -------------- | --------------- |
| ۱۷۸۰۰۱ | 2006 QK120     | ۲۹ اوت ۲۰۰۶     |
| ۱۷۸۰۰۲ | 2006 QR122     | ۲۹ اوت ۲۰۰۶     |
| ۱۷۸۰۰۳ | 2006 QV125     | ۱۶ اوت ۲۰۰۶     |
| ۱۷۸۰۰۴ | 2006 QK127     | ۱۶ اوت ۲۰۰۶     |
| ۱۷۸۰۰۵ | 2006 QD128     | ۱۷ اوت ۲۰۰۶     |
| ۱۷۸۰۰۶ | 2006 QH135     | ۲۷ اوت ۲۰۰۶     |
| ۱۷۸۰۰۷ | 2006 QX136     | ۱۶ اوت ۲۰۰۶     |
| ۱۷۸۰۰۸ | Picard         | ۳۰ اوت ۲۰۰۶     |
| ۱۷۸۰۰۹ | 2006 QC146     | ۱۸ اوت ۲۰۰۶     |
| ۱۷۸۰۱۰ | 2006 QJ149     | ۱۸ اوت ۲۰۰۶     |
| ۱۷۸۰۱۱ | 2006 QC162     | ۲۰ اوت ۲۰۰۶     |
| ۱۷۸۰۱۲ | 2006 QY163     | ۲۹ اوت ۲۰۰۶     |
| ۱۷۸۰۱۳ | 2006 QP166     | ۲۹ اوت ۲۰۰۶     |
| ۱۷۸۰۱۳ | 2006 RG        | ۱ سپتامبر ۲۰۰۶  |
| ۱۷۸۰۱۵ | 2006 RW3       | ۱۲ سپتامبر ۲۰۰۶ |
| ۱۷۸۰۱۶ | 2006 RU6       | ۱۴ سپتامبر ۲۰۰۶ |
| ۱۷۸۰۱۷ | 2006 RH8       | ۱۲ سپتامبر ۲۰۰۶ |
| ۱۷۸۰۱۸ | 2006 RN8       | ۱۲ سپتامبر ۲۰۰۶ |
| ۱۷۸۰۱۹ | 2006 RC9       | ۱۲ سپتامبر ۲۰۰۶ |
| ۱۷۸۰۲۰ | 2006 RL16      | ۱۴ سپتامبر ۲۰۰۶ |
| ۱۷۸۰۲۱ | 2006 RX19      | ۱۵ سپتامبر ۲۰۰۶ |
| ۱۷۸۰۲۲ | 2006 RE22      | ۱۵ سپتامبر ۲۰۰۶ |
| ۱۷۸۰۲۳ | 2006 RZ26      | ۱۴ سپتامبر ۲۰۰۶ |
| ۱۷۸۰۲۴ | 2006 RU30      | ۱۵ سپتامبر ۲۰۰۶ |
| ۱۷۸۰۲۵ | 2006 RN31      | ۱۵ سپتامبر ۲۰۰۶ |
| ۱۷۸۰۲۶ | 2006 RU34      | ۱۳ سپتامبر ۲۰۰۶ |
| ۱۷۸۰۲۷ | 2006 RF41      | ۱۴ سپتامبر ۲۰۰۶ |
| ۱۷۸۰۲۸ | 2006 RO44      | ۱۴ سپتامبر ۲۰۰۶ |
| ۱۷۸۰۲۹ | 2006 RC48      | ۱۴ سپتامبر ۲۰۰۶ |
| ۱۷۸۰۳۰ | 2006 RA50      | ۱۴ سپتامبر ۲۰۰۶ |
| ۱۷۸۰۳۱ | 2006 RG52      | ۱۴ سپتامبر ۲۰۰۶ |
| ۱۷۸۰۳۲ | 2006 RY52      | ۱۴ سپتامبر ۲۰۰۶ |
| ۱۷۸۰۳۳ | 2006 RR55      | ۱۴ سپتامبر ۲۰۰۶ |
| ۱۷۸۰۳۴ | 2006 RT57      | ۱۵ سپتامبر ۲۰۰۶ |
| ۱۷۸۰۳۵ | 2006 RG60      | ۱۵ سپتامبر ۲۰۰۶ |
| ۱۷۸۰۳۶ | 2006 RW63      | ۱۵ سپتامبر ۲۰۰۶ |
| ۱۷۸۰۳۷ | 2006 RA66      | ۱۴ سپتامبر ۲۰۰۶ |
| ۱۷۸۰۳۸ | 2006 RH66      | ۱۴ سپتامبر ۲۰۰۶ |
| ۱۷۸۰۳۹ | 2006 RH68      | ۱۵ سپتامبر ۲۰۰۶ |
| ۱۷۸۰۴۰ | 2006 RY69      | ۱۵ سپتامبر ۲۰۰۶ |
| ۱۷۸۰۴۱ | 2006 RC75      | ۱۵ سپتامبر ۲۰۰۶ |
| ۱۷۸۰۴۲ | 2006 RV77      | ۱۵ سپتامبر ۲۰۰۶ |
| ۱۷۸۰۴۳ | 2006 RP91      | ۱۵ سپتامبر ۲۰۰۶ |
| ۱۷۸۰۴۴ | 2006 RT92      | ۱۵ سپتامبر ۲۰۰۶ |
| ۱۷۸۰۴۵ | 2006 RC93      | ۱۵ سپتامبر ۲۰۰۶ |
| ۱۷۸۰۴۶ | 2006 RA94      | ۱۵ سپتامبر ۲۰۰۶ |
| ۱۷۸۰۴۷ | 2006 RB95      | ۱۵ سپتامبر ۲۰۰۶ |
| ۱۷۸۰۴۸ | 2006 RA97      | ۱۵ سپتامبر ۲۰۰۶ |
| ۱۷۸۰۴۹ | 2006 RL99      | ۱۴ سپتامبر ۲۰۰۶ |
| ۱۷۸۰۵۰ | 2006 RB105     | ۱۵ سپتامبر ۲۰۰۶ |
| ۱۷۸۰۵۱ | 2006 SC5       | ۱۶ سپتامبر ۲۰۰۶ |
| ۱۷۸۰۵۲ | 2006 SY7       | ۱۶ سپتامبر ۲۰۰۶ |
| ۱۷۸۰۵۳ | 2006 SV11      | ۱۶ سپتامبر ۲۰۰۶ |
| ۱۷۸۰۵۴ | 2006 SM14      | ۱۷ سپتامبر ۲۰۰۶ |
| ۱۷۸۰۵۵ | 2006 SU16      | ۱۷ سپتامبر ۲۰۰۶ |
| ۱۷۸۰۵۶ | 2006 SY23      | ۱۸ سپتامبر ۲۰۰۶ |
| ۱۷۸۰۵۷ | 2006 SH26      | ۱۶ سپتامبر ۲۰۰۶ |
| ۱۷۸۰۵۸ | 2006 ST29      | ۱۷ سپتامبر ۲۰۰۶ |
| ۱۷۸۰۵۹ | 2006 SJ32      | ۱۷ سپتامبر ۲۰۰۶ |
| ۱۷۸۰۶۰ | 2006 SN36      | ۱۷ سپتامبر ۲۰۰۶ |
| ۱۷۸۰۶۱ | 2006 SR36      | ۱۷ سپتامبر ۲۰۰۶ |
| ۱۷۸۰۶۲ | 2006 SN38      | ۱۸ سپتامبر ۲۰۰۶ |
| ۱۷۸۰۶۳ | 2006 SN42      | ۱۸ سپتامبر ۲۰۰۶ |
| ۱۷۸۰۶۴ | 2006 SB62      | ۱۸ سپتامبر ۲۰۰۶ |
| ۱۷۸۰۶۵ | 2006 SX63      | ۲۰ سپتامبر ۲۰۰۶ |
| ۱۷۸۰۶۶ | 2006 SF64      | ۲۲ سپتامبر ۲۰۰۶ |
| ۱۷۸۰۶۷ | 2006 SU71      | ۱۹ سپتامبر ۲۰۰۶ |
| ۱۷۸۰۶۸ | 2006 SY76      | ۲۰ سپتامبر ۲۰۰۶ |
| ۱۷۸۰۶۹ | 2006 SN90      | ۱۸ سپتامبر ۲۰۰۶ |
| ۱۷۸۰۷۰ | 2006 SC92      | ۱۸ سپتامبر ۲۰۰۶ |
| ۱۷۸۰۷۱ | 2006 SA96      | ۱۸ سپتامبر ۲۰۰۶ |
| ۱۷۸۰۷۲ | 2006 SX97      | ۱۸ سپتامبر ۲۰۰۶ |
| ۱۷۸۰۷۳ | 2006 SH98      | ۱۸ سپتامبر ۲۰۰۶ |
| ۱۷۸۰۷۴ | 2006 SG104     | ۱۹ سپتامبر ۲۰۰۶ |
| ۱۷۸۰۷۵ | 2006 SE112     | ۲۲ سپتامبر ۲۰۰۶ |
| ۱۷۸۰۷۶ | 2006 SV117     | ۲۴ سپتامبر ۲۰۰۶ |
| ۱۷۸۰۷۷ | 2006 ST127     | ۲۴ سپتامبر ۲۰۰۶ |
| ۱۷۸۰۷۸ | 2006 SF131     | ۲۵ سپتامبر ۲۰۰۶ |
| ۱۷۸۰۷۹ | 2006 SJ131     | ۲۵ سپتامبر ۲۰۰۶ |
| ۱۷۸۰۸۰ | 2006 SL152     | ۱۹ سپتامبر ۲۰۰۶ |
| ۱۷۸۰۸۱ | 2006 SM157     | ۲۳ سپتامبر ۲۰۰۶ |
| ۱۷۸۰۸۲ | 2006 SG160     | ۲۳ سپتامبر ۲۰۰۶ |
| ۱۷۸۰۸۳ | 2006 SR168     | ۲۵ سپتامبر ۲۰۰۶ |
| ۱۷۸۰۸۴ | 2006 SP170     | ۲۵ سپتامبر ۲۰۰۶ |
| ۱۷۸۰۸۵ | 2006 ST178     | ۲۵ سپتامبر ۲۰۰۶ |
| ۱۷۸۰۸۶ | 2006 SZ192     | ۲۶ سپتامبر ۲۰۰۶ |
| ۱۷۸۰۸۷ | 2006 SY196     | ۲۶ سپتامبر ۲۰۰۶ |
| ۱۷۸۰۸۸ | 2006 SY197     | ۲۷ سپتامبر ۲۰۰۶ |
| ۱۷۸۰۸۹ | 2006 SY199     | ۲۴ سپتامبر ۲۰۰۶ |
| ۱۷۸۰۹۰ | 2006 SO212     | ۲۶ سپتامبر ۲۰۰۶ |
| ۱۷۸۰۹۱ | 2006 SB213     | ۲۶ سپتامبر ۲۰۰۶ |
| ۱۷۸۰۹۲ | 2006 SD213     | ۲۶ سپتامبر ۲۰۰۶ |
| ۱۷۸۰۹۳ | 2006 SP214     | ۲۷ سپتامبر ۲۰۰۶ |
| ۱۷۸۰۹۴ | 2006 SS218     | ۲۹ سپتامبر ۲۰۰۶ |
| ۱۷۸۰۹۵ | 2006 SD221     | ۲۵ سپتامبر ۲۰۰۶ |
| ۱۷۸۰۹۶ | 2006 SY227     | ۲۶ سپتامبر ۲۰۰۶ |
| ۱۷۸۰۹۷ | 2006 SL230     | ۲۶ سپتامبر ۲۰۰۶ |
| ۱۷۸۰۹۸ | 2006 SK231     | ۲۶ سپتامبر ۲۰۰۶ |
| ۱۷۸۰۹۹ | 2006 SZ235     | ۲۶ سپتامبر ۲۰۰۶ |
| ۱۷۸۱۰۰ | 2006 SP251     | ۲۶ سپتامبر ۲۰۰۶ |
| ۱۷۸۱۰۱ | 2006 ST256     | ۲۶ سپتامبر ۲۰۰۶ |
| ۱۷۸۱۰۲ | 2006 SJ278     | ۲۸ سپتامبر ۲۰۰۶ |
| ۱۷۸۱۰۳ | 2006 SH280     | ۲۹ سپتامبر ۲۰۰۶ |
| ۱۷۸۱۰۴ | 2006 SJ281     | ۳۰ سپتامبر ۲۰۰۶ |
| ۱۷۸۱۰۵ | 2006 SC284     | ۲۶ سپتامبر ۲۰۰۶ |
| ۱۷۸۱۰۶ | 2006 SD286     | ۱۹ سپتامبر ۲۰۰۶ |
| ۱۷۸۱۰۷ | 2006 SL300     | ۲۶ سپتامبر ۲۰۰۶ |
| ۱۷۸۱۰۸ | 2006 SV312     | ۲۷ سپتامبر ۲۰۰۶ |
| ۱۷۸۱۰۹ | 2006 SN313     | ۲۷ سپتامبر ۲۰۰۶ |
| ۱۷۸۱۱۰ | 2006 SN328     | ۲۷ سپتامبر ۲۰۰۶ |
| ۱۷۸۱۱۱ | 2006 SU328     | ۲۷ سپتامبر ۲۰۰۶ |
| ۱۷۸۱۱۲ | 2006 SZ366     | ۲۰ سپتامبر ۲۰۰۶ |
| ۱۷۸۱۱۳ | 2006 SA381     | ۲۷ سپتامبر ۲۰۰۶ |
| ۱۷۸۱۱۴ | 2006 SA391     | ۱۷ سپتامبر ۲۰۰۶ |
| ۱۷۸۱۱۵ | 2006 SB393     | ۲۷ سپتامبر ۲۰۰۶ |
| ۱۷۸۱۱۶ | 2006 TK7       | ۱۰ اکتبر ۲۰۰۶   |
| ۱۷۸۱۱۷ | 2006 TG8       | ۴ اکتبر ۲۰۰۶    |
| ۱۷۸۱۱۸ | 2006 TD12      | ۳ اکتبر ۲۰۰۶    |
| ۱۷۸۱۱۹ | 2006 TX18      | ۱۱ اکتبر ۲۰۰۶   |
| ۱۷۸۱۲۰ | 2006 TU24      | ۱۲ اکتبر ۲۰۰۶   |
| ۱۷۸۱۲۱ | 2006 TX24      | ۱۲ اکتبر ۲۰۰۶   |
| ۱۷۸۱۲۲ | 2006 TS25      | ۱۲ اکتبر ۲۰۰۶   |
| ۱۷۸۱۲۳ | 2006 TT30      | ۱۲ اکتبر ۲۰۰۶   |
| ۱۷۸۱۲۴ | 2006 TW31      | ۱۲ اکتبر ۲۰۰۶   |
| ۱۷۸۱۲۵ | 2006 TR33      | ۱۲ اکتبر ۲۰۰۶   |
| ۱۷۸۱۲۶ | 2006 TZ38      | ۱۲ اکتبر ۲۰۰۶   |
| ۱۷۸۱۲۷ | 2006 TU42      | ۱۲ اکتبر ۲۰۰۶   |
| ۱۷۸۱۲۸ | 2006 TL43      | ۱۲ اکتبر ۲۰۰۶   |
| ۱۷۸۱۲۹ | 2006 TB47      | ۱۲ اکتبر ۲۰۰۶   |
| ۱۷۸۱۳۰ | 2006 TR47      | ۱۲ اکتبر ۲۰۰۶   |
| ۱۷۸۱۳۱ | 2006 TT47      | ۱۲ اکتبر ۲۰۰۶   |
| ۱۷۸۱۳۲ | 2006 TL49      | ۱۲ اکتبر ۲۰۰۶   |
| ۱۷۸۱۳۳ | 2006 TU49      | ۱۲ اکتبر ۲۰۰۶   |
| ۱۷۸۱۳۴ | 2006 TM50      | ۱۲ اکتبر ۲۰۰۶   |
| ۱۷۸۱۳۵ | 2006 TE53      | ۱۲ اکتبر ۲۰۰۶   |
| ۱۷۸۱۳۶ | 2006 TJ55      | ۱۲ اکتبر ۲۰۰۶   |
| ۱۷۸۱۳۷ | 2006 TV55      | ۱۲ اکتبر ۲۰۰۶   |
| ۱۷۸۱۳۸ | 2006 TE62      | ۹ اکتبر ۲۰۰۶    |
| ۱۷۸۱۳۹ | 2006 TX63      | ۱۰ اکتبر ۲۰۰۶   |
| ۱۷۸۱۴۰ | 2006 TY70      | ۱۱ اکتبر ۲۰۰۶   |
| ۱۷۸۱۴۱ | 2006 TP71      | ۱۱ اکتبر ۲۰۰۶   |
| ۱۷۸۱۴۲ | 2006 TH73      | ۱۱ اکتبر ۲۰۰۶   |
| ۱۷۸۱۴۳ | 2006 TP73      | ۱۱ اکتبر ۲۰۰۶   |
| ۱۷۸۱۴۴ | 2006 TZ75      | ۱۱ اکتبر ۲۰۰۶   |
| ۱۷۸۱۴۵ | 2006 TG80      | ۱۳ اکتبر ۲۰۰۶   |
| ۱۷۸۱۴۶ | 2006 TB83      | ۱۳ اکتبر ۲۰۰۶   |
| ۱۷۸۱۴۷ | 2006 TC87      | ۱۳ اکتبر ۲۰۰۶   |
| ۱۷۸۱۴۸ | 2006 TZ87      | ۱۳ اکتبر ۲۰۰۶   |
| ۱۷۸۱۴۹ | 2006 TO91      | ۱۳ اکتبر ۲۰۰۶   |
| ۱۷۸۱۵۰ | 2006 TN92      | ۱۴ اکتبر ۲۰۰۶   |
| ۱۷۸۱۵۱ | 2006 TO92      | ۱۴ اکتبر ۲۰۰۶   |
| ۱۷۸۱۵۲ | 2006 TA96      | ۱۲ اکتبر ۲۰۰۶   |
| ۱۷۸۱۵۳ | 2006 TR97      | ۱۳ اکتبر ۲۰۰۶   |
| ۱۷۸۱۵۴ | 2006 TP109     | ۴ اکتبر ۲۰۰۶    |
| ۱۷۸۱۵۵ | 2006 TN117     | ۳ اکتبر ۲۰۰۶    |
| ۱۷۸۱۵۶ | 2006 UL1       | ۱۷ اکتبر ۲۰۰۶   |
| ۱۷۸۱۵۷ | 2006 UX5       | ۱۶ اکتبر ۲۰۰۶   |
| ۱۷۸۱۵۸ | 2006 UN6       | ۱۶ اکتبر ۲۰۰۶   |
| ۱۷۸۱۵۹ | 2006 UK8       | ۱۶ اکتبر ۲۰۰۶   |
| ۱۷۸۱۶۰ | 2006 UH11      | ۱۷ اکتبر ۲۰۰۶   |
| ۱۷۸۱۶۱ | 2006 UF13      | ۱۷ اکتبر ۲۰۰۶   |
| ۱۷۸۱۶۲ | 2006 UG18      | ۱۶ اکتبر ۲۰۰۶   |
| ۱۷۸۱۶۳ | 2006 UL32      | ۱۶ اکتبر ۲۰۰۶   |
| ۱۷۸۱۶۴ | 2006 UN32      | ۱۶ اکتبر ۲۰۰۶   |
| ۱۷۸۱۶۵ | 2006 UB41      | ۱۶ اکتبر ۲۰۰۶   |
| ۱۷۸۱۶۶ | 2006 UD43      | ۱۶ اکتبر ۲۰۰۶   |
| ۱۷۸۱۶۷ | 2006 UH46      | ۱۶ اکتبر ۲۰۰۶   |
| ۱۷۸۱۶۸ | 2006 UZ46      | ۱۶ اکتبر ۲۰۰۶   |
| ۱۷۸۱۶۹ | 2006 UM52      | ۱۷ اکتبر ۲۰۰۶   |
| ۱۷۸۱۷۰ | 2006 US53      | ۱۷ اکتبر ۲۰۰۶   |
| ۱۷۸۱۷۱ | 2006 UH64      | ۲۳ اکتبر ۲۰۰۶   |
| ۱۷۸۱۷۲ | 2006 UM64      | ۲۲ اکتبر ۲۰۰۶   |
| ۱۷۸۱۷۳ | 2006 UG68      | ۱۶ اکتبر ۲۰۰۶   |
| ۱۷۸۱۷۴ | 2006 UV78      | ۱۷ اکتبر ۲۰۰۶   |
| ۱۷۸۱۷۵ | 2006 UV83      | ۱۷ اکتبر ۲۰۰۶   |
| ۱۷۸۱۷۶ | 2006 UQ84      | ۱۷ اکتبر ۲۰۰۶   |
| ۱۷۸۱۷۷ | 2006 UR85      | ۱۷ اکتبر ۲۰۰۶   |
| ۱۷۸۱۷۸ | 2006 UB96      | ۱۸ اکتبر ۲۰۰۶   |
| ۱۷۸۱۷۹ | 2006 UJ98      | ۱۸ اکتبر ۲۰۰۶   |
| ۱۷۸۱۸۰ | 2006 UH123     | ۱۹ اکتبر ۲۰۰۶   |
| ۱۷۸۱۸۱ | 2006 UN141     | ۱۹ اکتبر ۲۰۰۶   |
| ۱۷۸۱۸۲ | 2006 UH148     | ۲۰ اکتبر ۲۰۰۶   |
| ۱۷۸۱۸۳ | 2006 UG159     | ۲۱ اکتبر ۲۰۰۶   |
| ۱۷۸۱۸۴ | 2006 UM160     | ۲۱ اکتبر ۲۰۰۶   |
| ۱۷۸۱۸۵ | 2006 UM161     | ۲۱ اکتبر ۲۰۰۶   |
| ۱۷۸۱۸۶ | 2006 UV167     | ۲۱ اکتبر ۲۰۰۶   |
| ۱۷۸۱۸۷ | 2006 UD177     | ۱۶ اکتبر ۲۰۰۶   |
| ۱۷۸۱۸۸ | 2006 UN193     | ۲۰ اکتبر ۲۰۰۶   |
| ۱۷۸۱۸۹ | 2006 UB197     | ۲۰ اکتبر ۲۰۰۶   |
| ۱۷۸۱۹۰ | 2006 UQ198     | ۲۰ اکتبر ۲۰۰۶   |
| ۱۷۸۱۹۱ | 2006 UX203     | ۲۲ اکتبر ۲۰۰۶   |
| ۱۷۸۱۹۲ | 2006 UN212     | ۲۳ اکتبر ۲۰۰۶   |
| ۱۷۸۱۹۳ | 2006 UZ225     | ۲۰ اکتبر ۲۰۰۶   |
| ۱۷۸۱۹۴ | 2006 UE227     | ۲۰ اکتبر ۲۰۰۶   |
| ۱۷۸۱۹۵ | 2006 UP227     | ۲۰ اکتبر ۲۰۰۶   |
| ۱۷۸۱۹۶ | 2006 UW227     | ۲۰ اکتبر ۲۰۰۶   |
| ۱۷۸۱۹۷ | 2006 UP231     | ۲۱ اکتبر ۲۰۰۶   |
| ۱۷۸۱۹۸ | 2006 UP272     | ۲۷ اکتبر ۲۰۰۶   |
| ۱۷۸۱۹۹ | 2006 UW284     | ۲۸ اکتبر ۲۰۰۶   |
| ۱۷۸۲۰۰ | 2006 UL288     | ۲۹ اکتبر ۲۰۰۶   |
| ۱۷۸۲۰۱ | 2006 UD329     | ۲۱ اکتبر ۲۰۰۶   |
| ۱۷۸۲۰۲ | 2006 VZ6       | ۱۰ نوامبر ۲۰۰۶  |
| ۱۷۸۲۰۳ | 2006 VB12      | ۱۱ نوامبر ۲۰۰۶  |
| ۱۷۸۲۰۴ | 2006 VK13      | ۱۰ نوامبر ۲۰۰۶  |
| ۱۷۸۲۰۵ | 2006 VZ15      | ۹ نوامبر ۲۰۰۶   |
| ۱۷۸۲۰۶ | 2006 VM26      | ۱۰ نوامبر ۲۰۰۶  |
| ۱۷۸۲۰۷ | 2006 VC33      | ۱۱ نوامبر ۲۰۰۶  |
| ۱۷۸۲۰۸ | 2006 VN41      | ۱۲ نوامبر ۲۰۰۶  |
| ۱۷۸۲۰۹ | 2006 VZ49      | ۱۰ نوامبر ۲۰۰۶  |
| ۱۷۸۲۱۰ | 2006 VR55      | ۱۱ نوامبر ۲۰۰۶  |
| ۱۷۸۲۱۱ | 2006 VQ56      | ۱۱ نوامبر ۲۰۰۶  |
| ۱۷۸۲۱۲ | 2006 VB59      | ۱۱ نوامبر ۲۰۰۶  |
| ۱۷۸۲۱۳ | 2006 VT61      | ۱۱ نوامبر ۲۰۰۶  |
| ۱۷۸۲۱۴ | 2006 VR64      | ۱۱ نوامبر ۲۰۰۶  |
| ۱۷۸۲۱۵ | 2006 VM79      | ۱۲ نوامبر ۲۰۰۶  |
| ۱۷۸۲۱۶ | 2006 VN86      | ۱۴ نوامبر ۲۰۰۶  |
| ۱۷۸۲۱۷ | 2006 VM94      | ۱۵ نوامبر ۲۰۰۶  |
| ۱۷۸۲۱۸ | 2006 VR100     | ۱۱ نوامبر ۲۰۰۶  |
| ۱۷۸۲۱۹ | 2006 VU111     | ۱۳ نوامبر ۲۰۰۶  |
| ۱۷۸۲۲۰ | 2006 VH120     | ۱۴ نوامبر ۲۰۰۶  |
| ۱۷۸۲۲۱ | 2006 VO138     | ۱۵ نوامبر ۲۰۰۶  |
| ۱۷۸۲۲۲ | 2006 VV143     | ۱۵ نوامبر ۲۰۰۶  |
| ۱۷۸۲۲۳ | 2006 VT144     | ۱۵ نوامبر ۲۰۰۶  |
| ۱۷۸۲۲۴ | 2006 VL153     | ۸ نوامبر ۲۰۰۶   |
| ۱۷۸۲۲۵ | 2006 VP153     | ۸ نوامبر ۲۰۰۶   |
| ۱۷۸۲۲۶ | Rebeccalouise  | ۹ نوامبر ۲۰۰۶   |
| ۱۷۸۲۲۷ | 2006 WF1       | ۱۶ نوامبر ۲۰۰۶  |
| ۱۷۸۲۲۸ | 2006 WK2       | ۱۶ نوامبر ۲۰۰۶  |
| ۱۷۸۲۲۹ | 2006 WF8       | ۱۶ نوامبر ۲۰۰۶  |
| ۱۷۸۲۳۰ | 2006 WK8       | ۱۶ نوامبر ۲۰۰۶  |
| ۱۷۸۲۳۱ | 2006 WT43      | ۱۶ نوامبر ۲۰۰۶  |
| ۱۷۸۲۳۲ | 2006 WE53      | ۱۶ نوامبر ۲۰۰۶  |
| ۱۷۸۲۳۳ | 2006 WS60      | ۱۷ نوامبر ۲۰۰۶  |
| ۱۷۸۲۳۴ | 2006 WY78      | ۱۸ نوامبر ۲۰۰۶  |
| ۱۷۸۲۳۵ | 2006 WA97      | ۱۹ نوامبر ۲۰۰۶  |
| ۱۷۸۲۳۶ | 2006 WZ104     | ۱۹ نوامبر ۲۰۰۶  |
| ۱۷۸۲۳۷ | 2006 WV131     | ۱۷ نوامبر ۲۰۰۶  |
| ۱۷۸۲۳۸ | 2006 WJ157     | ۲۲ نوامبر ۲۰۰۶  |
| ۱۷۸۲۳۹ | 2006 WR169     | ۲۳ نوامبر ۲۰۰۶  |
| ۱۷۸۲۴۰ | 2006 XP5       | ۶ دسامبر ۲۰۰۶   |
| ۱۷۸۲۴۱ | 2006 XC32      | ۹ دسامبر ۲۰۰۶   |
| ۱۷۸۲۴۱ | 2006 YX        | ۱۶ دسامبر ۲۰۰۶  |
| ۱۷۸۲۴۳ | Schaerding     | ۲۲ دسامبر ۲۰۰۶  |
| ۱۷۸۲۴۴ | 2006 YY45      | ۲۱ دسامبر ۲۰۰۶  |
| ۱۷۸۲۴۴ | 2007 BT        | ۱۶ ژانویه ۲۰۰۷  |
| ۱۷۸۲۴۶ | 2007 BZ38      | ۲۴ ژانویه ۲۰۰۷  |
| ۱۷۸۲۴۷ | 2007 DB8       | ۲۱ فوریه ۲۰۰۷   |
| ۱۷۸۲۴۸ | 2007 RY50      | ۹ سپتامبر ۲۰۰۷  |
| ۱۷۸۲۴۹ | 2007 RX236     | ۱۳ سپتامبر ۲۰۰۷ |
| ۱۷۸۲۵۰ | 2007 TG23      | ۱۰ اکتبر ۲۰۰۷   |
| ۱۷۸۲۵۱ | 2007 TB170     | ۱۲ اکتبر ۲۰۰۷   |
| ۱۷۸۲۵۲ | 2007 TU171     | ۱۳ اکتبر ۲۰۰۷   |
| ۱۷۸۲۵۳ | 2007 UA100     | ۳۰ اکتبر ۲۰۰۷   |
| ۱۷۸۲۵۴ | 2007 VH83      | ۴ نوامبر ۲۰۰۷   |
| ۱۷۸۲۵۵ | 2007 VN93      | ۳ نوامبر ۲۰۰۷   |
| ۱۷۸۲۵۶ | Juanmi         | ۳ نوامبر ۲۰۰۷   |
| ۱۷۸۲۵۷ | 2007 VZ116     | ۳ نوامبر ۲۰۰۷   |
| ۱۷۸۲۵۸ | 2007 VK193     | ۴ نوامبر ۲۰۰۷   |
| ۱۷۸۲۵۹ | 2007 VV202     | ۷ نوامبر ۲۰۰۷   |
| ۱۷۸۲۶۰ | 2007 VO290     | ۱۴ نوامبر ۲۰۰۷  |
| ۱۷۸۲۶۱ | 2007 VH302     | ۱۴ نوامبر ۲۰۰۷  |
| ۱۷۸۲۶۲ | 2007 WK7       | ۱۸ نوامبر ۲۰۰۷  |
| ۱۷۸۲۶۳ | Wienphilo      | ۲۹ نوامبر ۲۰۰۷  |
| ۱۷۸۲۶۴ | 2007 YU2       | ۱۶ دسامبر ۲۰۰۷  |
| ۱۷۸۲۶۵ | 2007 YJ55      | ۳۱ دسامبر ۲۰۰۷  |
| ۱۷۸۲۶۶ | 2007 YJ56      | ۳۰ دسامبر ۲۰۰۷  |
| ۱۷۸۲۶۷ | 2007 YG59      | ۳۱ دسامبر ۲۰۰۷  |
| ۱۷۸۲۶۸ | 2008 AH32      | ۱۳ ژانویه ۲۰۰۸  |
| ۱۷۸۲۶۸ | 4178 P-L       | ۲۴ سپتامبر ۱۹۶۰ |
| ۱۷۸۲۶۸ | 6822 P-L       | ۲۴ سپتامبر ۱۹۶۰ |
| ۱۷۸۲۶۸ | 9084 P-L       | ۱۷ اکتبر ۱۹۶۰   |
| ۱۷۸۲۷۲ | 1312 T-2       | ۲۹ سپتامبر ۱۹۷۳ |
| ۱۷۸۲۷۳ | 1400 T-2       | ۲۹ سپتامبر ۱۹۷۳ |
| ۱۷۸۲۷۴ | 2031 T-2       | ۲۹ سپتامبر ۱۹۷۳ |
| ۱۷۸۲۷۵ | 4080 T-2       | ۲۹ سپتامبر ۱۹۷۳ |
| ۱۷۸۲۷۶ | 5120 T-2       | ۲۵ سپتامبر ۱۹۷۳ |
| ۱۷۸۲۷۷ | 5213 T-2       | ۲۵ سپتامبر ۱۹۷۳ |
| ۱۷۸۲۷۸ | 2136 T-3       | ۱۶ اکتبر ۱۹۷۷   |
| ۱۷۸۲۷۹ | 2194 T-3       | ۱۶ اکتبر ۱۹۷۷   |
| ۱۷۸۲۸۰ | 2357 T-3       | ۱۶ اکتبر ۱۹۷۷   |
| ۱۷۸۲۸۱ | 2635 T-3       | ۱۶ اکتبر ۱۹۷۷   |
| ۱۷۸۲۸۲ | 3089 T-3       | ۱۶ اکتبر ۱۹۷۷   |
| ۱۷۸۲۸۳ | 4261 T-3       | ۱۶ اکتبر ۱۹۷۷   |
| ۱۷۸۲۸۴ | 1978 WB1       | ۲۹ نوامبر ۱۹۷۸  |
| ۱۷۸۲۸۵ | 1981 EA33      | ۱ مارس ۱۹۸۱     |
| ۱۷۸۲۸۶ | 1981 EQ35      | ۲ مارس ۱۹۸۱     |
| ۱۷۸۲۸۷ | 1981 UW27      | ۲۴ اکتبر ۱۹۸۱   |
| ۱۷۸۲۸۸ | 1983 QF1       | ۳۰ اوت ۱۹۸۳     |
| ۱۷۸۲۸۹ | 1989 TH3       | ۷ اکتبر ۱۹۸۹    |
| ۱۷۸۲۹۰ | 1989 TD4       | ۷ اکتبر ۱۹۸۹    |
| ۱۷۸۲۹۱ | 1989 UV7       | ۲۹ اکتبر ۱۹۸۹   |
| ۱۷۸۲۹۲ | 1990 QZ19      | ۱۷ اوت ۱۹۹۰     |
| ۱۷۸۲۹۲ | 1990 SN        | ۱۷ سپتامبر ۱۹۹۰ |
| ۱۷۸۲۹۴ | Wertheimer     | ۱۱ اکتبر ۱۹۹۰   |
| ۱۷۸۲۹۵ | 1992 DJ6       | ۲۹ فوریه ۱۹۹۲   |
| ۱۷۸۲۹۶ | 1992 SM6       | ۲۶ سپتامبر ۱۹۹۲ |
| ۱۷۸۲۹۷ | 1993 FK31      | ۱۹ مارس ۱۹۹۳    |
| ۱۷۸۲۹۸ | 1993 FT51      | ۱۷ مارس ۱۹۹۳    |
| ۱۷۸۲۹۹ | 1993 FU53      | ۱۷ مارس ۱۹۹۳    |
| ۱۷۸۲۹۹ | 1993 ON        | ۲۴ ژوئیه ۱۹۹۳   |
| ۱۷۸۳۰۱ | 1993 QW3       | ۱۸ اوت ۱۹۹۳     |
| ۱۷۸۳۰۲ | 1993 TR10      | ۱۵ اکتبر ۱۹۹۳   |
| ۱۷۸۳۰۳ | 1993 TB27      | ۹ اکتبر ۱۹۹۳    |
| ۱۷۸۳۰۴ | 1994 GW2       | ۶ آوریل ۱۹۹۴    |
| ۱۷۸۳۰۵ | 1994 GL8       | ۱۵ آوریل ۱۹۹۴   |
| ۱۷۸۳۰۶ | 1994 PT25      | ۱۲ اوت ۱۹۹۴     |
| ۱۷۸۳۰۷ | 1994 PS29      | ۱۲ اوت ۱۹۹۴     |
| ۱۷۸۳۰۸ | 1994 PP32      | ۱۲ اوت ۱۹۹۴     |
| ۱۷۸۳۰۹ | 1994 RP5       | ۱۲ سپتامبر ۱۹۹۴ |
| ۱۷۸۳۱۰ | 1994 RF10      | ۱۲ سپتامبر ۱۹۹۴ |
| ۱۷۸۳۱۱ | 1994 SC3       | ۲۸ سپتامبر ۱۹۹۴ |
| ۱۷۸۳۱۲ | 1994 SR7       | ۲۸ سپتامبر ۱۹۹۴ |
| ۱۷۸۳۱۳ | 1994 TK6       | ۴ اکتبر ۱۹۹۴    |
| ۱۷۸۳۱۴ | 1994 TD9       | ۸ اکتبر ۱۹۹۴    |
| ۱۷۸۳۱۵ | 1994 TC16      | ۶ اکتبر ۱۹۹۴    |
| ۱۷۸۳۱۶ | 1995 CL2       | ۱ فوریه ۱۹۹۵    |
| ۱۷۸۳۱۷ | 1995 DB7       | ۲۴ فوریه ۱۹۹۵   |
| ۱۷۸۳۱۸ | 1995 FB2       | ۲۳ مارس ۱۹۹۵    |
| ۱۷۸۳۱۹ | 1995 FL6       | ۲۳ مارس ۱۹۹۵    |
| ۱۷۸۳۲۰ | 1995 FK10      | ۲۶ مارس ۱۹۹۵    |
| ۱۷۸۳۲۱ | 1995 HY1       | ۲۴ آوریل ۱۹۹۵   |
| ۱۷۸۳۲۲ | 1995 KB4       | ۲۶ مه ۱۹۹۵      |
| ۱۷۸۳۲۳ | 1995 OC6       | ۲۲ ژوئیه ۱۹۹۵   |
| ۱۷۸۳۲۴ | 1995 OB14      | ۲۳ ژوئیه ۱۹۹۵   |
| ۱۷۸۳۲۵ | 1995 SB9       | ۱۷ سپتامبر ۱۹۹۵ |
| ۱۷۸۳۲۶ | 1995 SA17      | ۱۸ سپتامبر ۱۹۹۵ |
| ۱۷۸۳۲۷ | 1995 SL18      | ۱۸ سپتامبر ۱۹۹۵ |
| ۱۷۸۳۲۸ | 1995 SS32      | ۲۱ سپتامبر ۱۹۹۵ |
| ۱۷۸۳۲۹ | 1995 SO36      | ۲۴ سپتامبر ۱۹۹۵ |
| ۱۷۸۳۳۰ | 1995 SR37      | ۲۴ سپتامبر ۱۹۹۵ |
| ۱۷۸۳۳۱ | 1995 SL40      | ۲۵ سپتامبر ۱۹۹۵ |
| ۱۷۸۳۳۲ | 1995 SN41      | ۲۵ سپتامبر ۱۹۹۵ |
| ۱۷۸۳۳۳ | 1995 SY41      | ۲۵ سپتامبر ۱۹۹۵ |
| ۱۷۸۳۳۴ | 1995 SF43      | ۲۵ سپتامبر ۱۹۹۵ |
| ۱۷۸۳۳۵ | 1995 SA73      | ۲۷ سپتامبر ۱۹۹۵ |
| ۱۷۸۳۳۶ | 1995 TE4       | ۱۵ اکتبر ۱۹۹۵   |
| ۱۷۸۳۳۷ | 1995 UM2       | ۲۴ اکتبر ۱۹۹۵   |
| ۱۷۸۳۳۸ | 1995 UT6       | ۱۹ اکتبر ۱۹۹۵   |
| ۱۷۸۳۳۹ | 1995 UM23      | ۱۹ اکتبر ۱۹۹۵   |
| ۱۷۸۳۴۰ | 1995 UL26      | ۲۰ اکتبر ۱۹۹۵   |
| ۱۷۸۳۴۱ | 1995 UK35      | ۲۱ اکتبر ۱۹۹۵   |
| ۱۷۸۳۴۲ | 1995 UD38      | ۲۲ اکتبر ۱۹۹۵   |
| ۱۷۸۳۴۳ | 1995 VC8       | ۱۴ نوامبر ۱۹۹۵  |
| ۱۷۸۳۴۴ | 1995 VZ9       | ۱۵ نوامبر ۱۹۹۵  |
| ۱۷۸۳۴۵ | 1995 VZ16      | ۱۵ نوامبر ۱۹۹۵  |
| ۱۷۸۳۴۶ | 1995 WQ1       | ۱۹ نوامبر ۱۹۹۵  |
| ۱۷۸۳۴۷ | 1995 WH12      | ۱۶ نوامبر ۱۹۹۵  |
| ۱۷۸۳۴۸ | 1995 WQ19      | ۱۷ نوامبر ۱۹۹۵  |
| ۱۷۸۳۴۹ | 1995 WT30      | ۱۹ نوامبر ۱۹۹۵  |
| ۱۷۸۳۵۰ | 1995 YZ19      | ۲۲ دسامبر ۱۹۹۵  |
| ۱۷۸۳۵۱ | 1996 AO6       | ۱۲ ژانویه ۱۹۹۶  |
| ۱۷۸۳۵۲ | 1996 EB5       | ۱۱ مارس ۱۹۹۶    |
| ۱۷۸۳۵۳ | 1996 GO5       | ۱۱ آوریل ۱۹۹۶   |
| ۱۷۸۳۵۳ | 1996 RX        | ۱۰ سپتامبر ۱۹۹۶ |
| ۱۷۸۳۵۵ | 1996 RZ9       | ۷ سپتامبر ۱۹۹۶  |
| ۱۷۸۳۵۶ | 1996 RV13      | ۸ سپتامبر ۱۹۹۶  |
| ۱۷۸۳۵۷ | 1996 RW20      | ۵ سپتامبر ۱۹۹۶  |
| ۱۷۸۳۵۸ | 1996 TL31      | ۸ اکتبر ۱۹۹۶    |
| ۱۷۸۳۵۹ | 1996 VW9       | ۳ نوامبر ۱۹۹۶   |
| ۱۷۸۳۶۰ | 1996 VF27      | ۱۱ نوامبر ۱۹۹۶  |
| ۱۷۸۳۶۱ | 1996 WL3       | ۲۸ نوامبر ۱۹۹۶  |
| ۱۷۸۳۶۲ | 1996 XE16      | ۴ دسامبر ۱۹۹۶   |
| ۱۷۸۳۶۳ | 1997 AG6       | ۸ ژانویه ۱۹۹۷   |
| ۱۷۸۳۶۴ | 1997 AT10      | ۹ ژانویه ۱۹۹۷   |
| ۱۷۸۳۶۵ | 1997 BT4       | ۳۱ ژانویه ۱۹۹۷  |
| ۱۷۸۳۶۶ | 1997 CU7       | ۱ فوریه ۱۹۹۷    |
| ۱۷۸۳۶۷ | 1997 CG12      | ۳ فوریه ۱۹۹۷    |
| ۱۷۸۳۶۸ | 1997 CP16      | ۹ فوریه ۱۹۹۷    |
| ۱۷۸۳۶۹ | 1997 CZ23      | ۷ فوریه ۱۹۹۷    |
| ۱۷۸۳۷۰ | 1997 EM4       | ۲ مارس ۱۹۹۷     |
| ۱۷۸۳۷۱ | 1997 ET4       | ۲ مارس ۱۹۹۷     |
| ۱۷۸۳۷۲ | 1997 ER10      | ۷ مارس ۱۹۹۷     |
| ۱۷۸۳۷۳ | 1997 EJ26      | ۴ مارس ۱۹۹۷     |
| ۱۷۸۳۷۴ | 1997 GZ2       | ۷ آوریل ۱۹۹۷    |
| ۱۷۸۳۷۵ | 1997 GY10      | ۳ آوریل ۱۹۹۷    |
| ۱۷۸۳۷۶ | 1997 GR18      | ۳ آوریل ۱۹۹۷    |
| ۱۷۸۳۷۷ | 1997 GL20      | ۵ آوریل ۱۹۹۷    |
| ۱۷۸۳۷۸ | 1997 GB25      | ۷ آوریل ۱۹۹۷    |
| ۱۷۸۳۷۹ | 1997 HP14      | ۲۸ آوریل ۱۹۹۷   |
| ۱۷۸۳۸۰ | 1997 KM4       | ۲۸ مه ۱۹۹۷      |
| ۱۷۸۳۸۱ | 1997 NS2       | ۲ ژوئیه ۱۹۹۷    |
| ۱۷۸۳۸۲ | 1997 NW5       | ۷ ژوئیه ۱۹۹۷    |
| ۱۷۸۳۸۳ | 1997 PD4       | ۵ اوت ۱۹۹۷      |
| ۱۷۸۳۸۴ | 1997 SS18      | ۲۸ سپتامبر ۱۹۹۷ |
| ۱۷۸۳۸۵ | 1997 TQ13      | ۳ اکتبر ۱۹۹۷    |
| ۱۷۸۳۸۶ | 1997 TE16      | ۷ اکتبر ۱۹۹۷    |
| ۱۷۸۳۸۷ | 1997 TN30      | ۱۱ اکتبر ۱۹۹۷   |
| ۱۷۸۳۸۸ | 1997 US5       | ۲۱ اکتبر ۱۹۹۷   |
| ۱۷۸۳۸۹ | 1997 WH9       | ۲۱ نوامبر ۱۹۹۷  |
| ۱۷۸۳۹۰ | 1998 EC10      | ۱ مارس ۱۹۹۸     |
| ۱۷۸۳۹۱ | 1998 FH1       | ۲۰ مارس ۱۹۹۸    |
| ۱۷۸۳۹۲ | 1998 FS38      | ۲۰ مارس ۱۹۹۸    |
| ۱۷۸۳۹۳ | 1998 FD47      | ۲۰ مارس ۱۹۹۸    |
| ۱۷۸۳۹۴ | 1998 HT41      | ۲۴ آوریل ۱۹۹۸   |
| ۱۷۸۳۹۵ | 1998 HW113     | ۲۳ آوریل ۱۹۹۸   |
| ۱۷۸۳۹۶ | 1998 HB146     | ۲۱ آوریل ۱۹۹۸   |
| ۱۷۸۳۹۷ | 1998 HE146     | ۲۱ آوریل ۱۹۹۸   |
| ۱۷۸۳۹۸ | 1998 KO43      | ۲۹ مه ۱۹۹۸      |
| ۱۷۸۳۹۹ | 1998 MT30      | ۲۵ ژوئن ۱۹۹۸    |
| ۱۷۸۴۰۰ | 1998 OA11      | ۲۶ ژوئیه ۱۹۹۸   |
| ۱۷۸۴۰۱ | 1998 QY2       | ۱۷ اوت ۱۹۹۸     |
| ۱۷۸۴۰۲ | 1998 QZ2       | ۱۷ اوت ۱۹۹۸     |
| ۱۷۸۴۰۳ | 1998 QT3       | ۱۷ اوت ۱۹۹۸     |
| ۱۷۸۴۰۴ | 1998 QB4       | ۱۷ اوت ۱۹۹۸     |
| ۱۷۸۴۰۵ | 1998 QJ23      | ۱۷ اوت ۱۹۹۸     |
| ۱۷۸۴۰۶ | 1998 QP26      | ۲۴ اوت ۱۹۹۸     |
| ۱۷۸۴۰۷ | 1998 QY27      | ۲۶ اوت ۱۹۹۸     |
| ۱۷۸۴۰۷ | 1998 RR        | ۹ سپتامبر ۱۹۹۸  |
| ۱۷۸۴۰۹ | 1998 RJ3       | ۱۴ سپتامبر ۱۹۹۸ |
| ۱۷۸۴۱۰ | 1998 RE6       | ۱۴ سپتامبر ۱۹۹۸ |
| ۱۷۸۴۱۱ | 1998 RC9       | ۱۳ سپتامبر ۱۹۹۸ |
| ۱۷۸۴۱۲ | 1998 RD28      | ۱۴ سپتامبر ۱۹۹۸ |
| ۱۷۸۴۱۳ | 1998 RB32      | ۱۴ سپتامبر ۱۹۹۸ |
| ۱۷۸۴۱۴ | 1998 RH34      | ۱۴ سپتامبر ۱۹۹۸ |
| ۱۷۸۴۱۵ | 1998 RO34      | ۱۴ سپتامبر ۱۹۹۸ |
| ۱۷۸۴۱۶ | 1998 RX48      | ۱۴ سپتامبر ۱۹۹۸ |
| ۱۷۸۴۱۷ | 1998 RN74      | ۱۴ سپتامبر ۱۹۹۸ |
| ۱۷۸۴۱۸ | 1998 RD78      | ۱۴ سپتامبر ۱۹۹۸ |
| ۱۷۸۴۱۹ | 1998 RR78      | ۱۴ سپتامبر ۱۹۹۸ |
| ۱۷۸۴۲۰ | 1998 SR7       | ۲۰ سپتامبر ۱۹۹۸ |
| ۱۷۸۴۲۱ | 1998 SQ10      | ۱۹ سپتامبر ۱۹۹۸ |
| ۱۷۸۴۲۲ | 1998 SZ13      | ۲۶ سپتامبر ۱۹۹۸ |
| ۱۷۸۴۲۳ | 1998 SN31      | ۲۰ سپتامبر ۱۹۹۸ |
| ۱۷۸۴۲۴ | 1998 SS85      | ۲۶ سپتامبر ۱۹۹۸ |
| ۱۷۸۴۲۵ | 1998 SY101     | ۲۶ سپتامبر ۱۹۹۸ |
| ۱۷۸۴۲۶ | 1998 SW102     | ۲۶ سپتامبر ۱۹۹۸ |
| ۱۷۸۴۲۷ | 1998 SU118     | ۲۶ سپتامبر ۱۹۹۸ |
| ۱۷۸۴۲۸ | 1998 SS151     | ۲۶ سپتامبر ۱۹۹۸ |
| ۱۷۸۴۲۹ | 1998 SL164     | ۱۸ سپتامبر ۱۹۹۸ |
| ۱۷۸۴۳۰ | 1998 SD168     | ۱۶ سپتامبر ۱۹۹۸ |
| ۱۷۸۴۳۱ | 1998 TE3       | ۱۴ اکتبر ۱۹۹۸   |
| ۱۷۸۴۳۲ | 1998 TR35      | ۱۴ اکتبر ۱۹۹۸   |
| ۱۷۸۴۳۳ | 1998 UR2       | ۲۰ اکتبر ۱۹۹۸   |
| ۱۷۸۴۳۴ | 1998 UU4       | ۲۰ اکتبر ۱۹۹۸   |
| ۱۷۸۴۳۵ | 1998 UD30      | ۱۸ اکتبر ۱۹۹۸   |
| ۱۷۸۴۳۶ | 1998 UH38      | ۲۸ اکتبر ۱۹۹۸   |
| ۱۷۸۴۳۷ | 1998 VM3       | ۱۰ نوامبر ۱۹۹۸  |
| ۱۷۸۴۳۸ | 1998 WU28      | ۲۳ نوامبر ۱۹۹۸  |
| ۱۷۸۴۳۹ | 1998 WF41      | ۱۸ نوامبر ۱۹۹۸  |
| ۱۷۸۴۴۰ | 1998 XP24      | ۱۱ دسامبر ۱۹۹۸  |
| ۱۷۸۴۴۱ | 1999 AO25      | ۱۴ ژانویه ۱۹۹۹  |
| ۱۷۸۴۴۲ | 1999 CF24      | ۱۰ فوریه ۱۹۹۹   |
| ۱۷۸۴۴۳ | 1999 CU79      | ۱۲ فوریه ۱۹۹۹   |
| ۱۷۸۴۴۴ | 1999 CZ96      | ۱۰ فوریه ۱۹۹۹   |
| ۱۷۸۴۴۵ | 1999 CT118     | ۱۰ فوریه ۱۹۹۹   |
| ۱۷۸۴۴۶ | 1999 CR136     | ۹ فوریه ۱۹۹۹    |
| ۱۷۸۴۴۷ | 1999 CL142     | ۱۰ فوریه ۱۹۹۹   |
| ۱۷۸۴۴۸ | 1999 FG14      | ۱۹ مارس ۱۹۹۹    |
| ۱۷۸۴۴۹ | 1999 FO15      | ۲۰ مارس ۱۹۹۹    |
| ۱۷۸۴۵۰ | 1999 GY1       | ۶ آوریل ۱۹۹۹    |
| ۱۷۸۴۵۱ | 1999 GU6       | ۱۴ آوریل ۱۹۹۹   |
| ۱۷۸۴۵۲ | 1999 HC6       | ۱۸ آوریل ۱۹۹۹   |
| ۱۷۸۴۵۳ | 1999 JN7       | ۸ مه ۱۹۹۹       |
| ۱۷۸۴۵۴ | 1999 JF101     | ۱۲ مه ۱۹۹۹      |
| ۱۷۸۴۵۵ | 1999 NS5       | ۱۳ ژوئیه ۱۹۹۹   |
| ۱۷۸۴۵۶ | 1999 NE35      | ۱۴ ژوئیه ۱۹۹۹   |
| ۱۷۸۴۵۷ | 1999 RS29      | ۸ سپتامبر ۱۹۹۹  |
| ۱۷۸۴۵۸ | 1999 RQ56      | ۷ سپتامبر ۱۹۹۹  |
| ۱۷۸۴۵۹ | 1999 RQ63      | ۷ سپتامبر ۱۹۹۹  |
| ۱۷۸۴۶۰ | 1999 RD64      | ۷ سپتامبر ۱۹۹۹  |
| ۱۷۸۴۶۱ | 1999 RY75      | ۷ سپتامبر ۱۹۹۹  |
| ۱۷۸۴۶۲ | 1999 RA76      | ۷ سپتامبر ۱۹۹۹  |
| ۱۷۸۴۶۳ | 1999 RH78      | ۷ سپتامبر ۱۹۹۹  |
| ۱۷۸۴۶۴ | 1999 RS78      | ۷ سپتامبر ۱۹۹۹  |
| ۱۷۸۴۶۵ | 1999 RX84      | ۷ سپتامبر ۱۹۹۹  |
| ۱۷۸۴۶۶ | 1999 RE105     | ۸ سپتامبر ۱۹۹۹  |
| ۱۷۸۴۶۷ | 1999 RZ114     | ۹ سپتامبر ۱۹۹۹  |
| ۱۷۸۴۶۸ | 1999 RW129     | ۹ سپتامبر ۱۹۹۹  |
| ۱۷۸۴۶۹ | 1999 RN145     | ۹ سپتامبر ۱۹۹۹  |
| ۱۷۸۴۷۰ | 1999 RV156     | ۹ سپتامبر ۱۹۹۹  |
| ۱۷۸۴۷۱ | 1999 RN163     | ۹ سپتامبر ۱۹۹۹  |
| ۱۷۸۴۷۲ | 1999 RA166     | ۹ سپتامبر ۱۹۹۹  |
| ۱۷۸۴۷۳ | 1999 RU170     | ۹ سپتامبر ۱۹۹۹  |
| ۱۷۸۴۷۴ | 1999 RY171     | ۹ سپتامبر ۱۹۹۹  |
| ۱۷۸۴۷۵ | 1999 RC172     | ۹ سپتامبر ۱۹۹۹  |
| ۱۷۸۴۷۶ | 1999 RK177     | ۹ سپتامبر ۱۹۹۹  |
| ۱۷۸۴۷۷ | 1999 RJ191     | ۱۱ سپتامبر ۱۹۹۹ |
| ۱۷۸۴۷۸ | 1999 RE238     | ۸ سپتامبر ۱۹۹۹  |
| ۱۷۸۴۷۹ | 1999 RN252     | ۸ سپتامبر ۱۹۹۹  |
| ۱۷۸۴۸۰ | 1999 TJ29      | ۴ اکتبر ۱۹۹۹    |
| ۱۷۸۴۸۱ | 1999 TB34      | ۴ اکتبر ۱۹۹۹    |
| ۱۷۸۴۸۲ | 1999 TM45      | ۳ اکتبر ۱۹۹۹    |
| ۱۷۸۴۸۳ | 1999 TG50      | ۴ اکتبر ۱۹۹۹    |
| ۱۷۸۴۸۴ | 1999 TT61      | ۷ اکتبر ۱۹۹۹    |
| ۱۷۸۴۸۵ | 1999 TV61      | ۱۵ اکتبر ۱۹۹۹   |
| ۱۷۸۴۸۶ | 1999 TB64      | ۸ اکتبر ۱۹۹۹    |
| ۱۷۸۴۸۷ | 1999 TB67      | ۸ اکتبر ۱۹۹۹    |
| ۱۷۸۴۸۸ | 1999 TM73      | ۱۰ اکتبر ۱۹۹۹   |
| ۱۷۸۴۸۹ | 1999 TQ76      | ۱۰ اکتبر ۱۹۹۹   |
| ۱۷۸۴۹۰ | 1999 TN83      | ۱۲ اکتبر ۱۹۹۹   |
| ۱۷۸۴۹۱ | 1999 TO92      | ۲ اکتبر ۱۹۹۹    |
| ۱۷۸۴۹۲ | 1999 TT104     | ۳ اکتبر ۱۹۹۹    |
| ۱۷۸۴۹۳ | 1999 TB108     | ۴ اکتبر ۱۹۹۹    |
| ۱۷۸۴۹۴ | 1999 TD114     | ۴ اکتبر ۱۹۹۹    |
| ۱۷۸۴۹۵ | 1999 TM114     | ۴ اکتبر ۱۹۹۹    |
| ۱۷۸۴۹۶ | 1999 TO114     | ۴ اکتبر ۱۹۹۹    |
| ۱۷۸۴۹۷ | 1999 TH117     | ۴ اکتبر ۱۹۹۹    |
| ۱۷۸۴۹۸ | 1999 TJ124     | ۴ اکتبر ۱۹۹۹    |
| ۱۷۸۴۹۹ | 1999 TK125     | ۴ اکتبر ۱۹۹۹    |
| ۱۷۸۵۰۰ | 1999 TB130     | ۶ اکتبر ۱۹۹۹    |
| ۱۷۸۵۰۱ | 1999 TQ131     | ۶ اکتبر ۱۹۹۹    |
| ۱۷۸۵۰۲ | 1999 TE141     | ۶ اکتبر ۱۹۹۹    |
| ۱۷۸۵۰۳ | 1999 TN146     | ۷ اکتبر ۱۹۹۹    |
| ۱۷۸۵۰۴ | 1999 TK147     | ۷ اکتبر ۱۹۹۹    |
| ۱۷۸۵۰۵ | 1999 TO148     | ۷ اکتبر ۱۹۹۹    |
| ۱۷۸۵۰۶ | 1999 TJ151     | ۷ اکتبر ۱۹۹۹    |
| ۱۷۸۵۰۷ | 1999 TV151     | ۷ اکتبر ۱۹۹۹    |
| ۱۷۸۵۰۸ | 1999 TF163     | ۹ اکتبر ۱۹۹۹    |
| ۱۷۸۵۰۹ | 1999 TX163     | ۹ اکتبر ۱۹۹۹    |
| ۱۷۸۵۱۰ | 1999 TB169     | ۱۰ اکتبر ۱۹۹۹   |
| ۱۷۸۵۱۱ | 1999 TC170     | ۱۰ اکتبر ۱۹۹۹   |
| ۱۷۸۵۱۲ | 1999 TU170     | ۱۰ اکتبر ۱۹۹۹   |
| ۱۷۸۵۱۳ | 1999 TG172     | ۱۰ اکتبر ۱۹۹۹   |
| ۱۷۸۵۱۴ | 1999 TF175     | ۱۰ اکتبر ۱۹۹۹   |
| ۱۷۸۵۱۵ | 1999 TN197     | ۱۲ اکتبر ۱۹۹۹   |
| ۱۷۸۵۱۶ | 1999 TT200     | ۱۳ اکتبر ۱۹۹۹   |
| ۱۷۸۵۱۷ | 1999 TY200     | ۱۳ اکتبر ۱۹۹۹   |
| ۱۷۸۵۱۸ | 1999 TU207     | ۱۴ اکتبر ۱۹۹۹   |
| ۱۷۸۵۱۹ | 1999 TM213     | ۱۵ اکتبر ۱۹۹۹   |
| ۱۷۸۵۲۰ | 1999 TD215     | ۱۵ اکتبر ۱۹۹۹   |
| ۱۷۸۵۲۱ | 1999 TT222     | ۲ اکتبر ۱۹۹۹    |
| ۱۷۸۵۲۲ | 1999 TD225     | ۲ اکتبر ۱۹۹۹    |
| ۱۷۸۵۲۳ | 1999 TD229     | ۴ اکتبر ۱۹۹۹    |
| ۱۷۸۵۲۴ | 1999 TC230     | ۳ اکتبر ۱۹۹۹    |
| ۱۷۸۵۲۵ | 1999 TA248     | ۸ اکتبر ۱۹۹۹    |
| ۱۷۸۵۲۶ | 1999 TG251     | ۶ اکتبر ۱۹۹۹    |
| ۱۷۸۵۲۷ | 1999 TN260     | ۱۰ اکتبر ۱۹۹۹   |
| ۱۷۸۵۲۸ | 1999 TO280     | ۸ اکتبر ۱۹۹۹    |
| ۱۷۸۵۲۹ | 1999 TG286     | ۱۰ اکتبر ۱۹۹۹   |
| ۱۷۸۵۳۰ | 1999 TE288     | ۱۰ اکتبر ۱۹۹۹   |
| ۱۷۸۵۳۱ | 1999 TE292     | ۱۱ اکتبر ۱۹۹۹   |
| ۱۷۸۵۳۲ | 1999 TE306     | ۶ اکتبر ۱۹۹۹    |
| ۱۷۸۵۳۳ | 1999 TB319     | ۱۲ اکتبر ۱۹۹۹   |
| ۱۷۸۵۳۴ | 1999 TO333     | ۱۳ اکتبر ۱۹۹۹   |
| ۱۷۸۵۳۴ | 1999 UA        | ۱۶ اکتبر ۱۹۹۹   |
| ۱۷۸۵۳۶ | 1999 UV10      | ۳۱ اکتبر ۱۹۹۹   |
| ۱۷۸۵۳۷ | 1999 UD16      | ۲۹ اکتبر ۱۹۹۹   |
| ۱۷۸۵۳۸ | 1999 UN27      | ۳۰ اکتبر ۱۹۹۹   |
| ۱۷۸۵۳۹ | 1999 UJ34      | ۳۱ اکتبر ۱۹۹۹   |
| ۱۷۸۵۴۰ | 1999 UC37      | ۱۶ اکتبر ۱۹۹۹   |
| ۱۷۸۵۴۱ | 1999 UN46      | ۳۱ اکتبر ۱۹۹۹   |
| ۱۷۸۵۴۲ | 1999 UO56      | ۲۲ اکتبر ۱۹۹۹   |
| ۱۷۸۵۴۳ | 1999 VP1       | ۳ نوامبر ۱۹۹۹   |
| ۱۷۸۵۴۴ | 1999 VT17      | ۲ نوامبر ۱۹۹۹   |
| ۱۷۸۵۴۵ | 1999 VN19      | ۱۰ نوامبر ۱۹۹۹  |
| ۱۷۸۵۴۶ | 1999 VK34      | ۳ نوامبر ۱۹۹۹   |
| ۱۷۸۵۴۷ | 1999 VR39      | ۱۱ نوامبر ۱۹۹۹  |
| ۱۷۸۵۴۸ | 1999 VN55      | ۴ نوامبر ۱۹۹۹   |
| ۱۷۸۵۴۹ | 1999 VE64      | ۴ نوامبر ۱۹۹۹   |
| ۱۷۸۵۵۰ | 1999 VK78      | ۴ نوامبر ۱۹۹۹   |
| ۱۷۸۵۵۱ | 1999 VO79      | ۴ نوامبر ۱۹۹۹   |
| ۱۷۸۵۵۲ | 1999 VD82      | ۵ نوامبر ۱۹۹۹   |
| ۱۷۸۵۵۳ | 1999 VU103     | ۹ نوامبر ۱۹۹۹   |
| ۱۷۸۵۵۴ | 1999 VT105     | ۹ نوامبر ۱۹۹۹   |
| ۱۷۸۵۵۵ | 1999 VM125     | ۶ نوامبر ۱۹۹۹   |
| ۱۷۸۵۵۶ | 1999 VM132     | ۹ نوامبر ۱۹۹۹   |
| ۱۷۸۵۵۷ | 1999 VY135     | ۹ نوامبر ۱۹۹۹   |
| ۱۷۸۵۵۸ | 1999 VE136     | ۹ نوامبر ۱۹۹۹   |
| ۱۷۸۵۵۹ | 1999 VR143     | ۱۱ نوامبر ۱۹۹۹  |
| ۱۷۸۵۶۰ | 1999 VS143     | ۱۱ نوامبر ۱۹۹۹  |
| ۱۷۸۵۶۱ | 1999 VQ159     | ۱۴ نوامبر ۱۹۹۹  |
| ۱۷۸۵۶۲ | 1999 VP160     | ۱۴ نوامبر ۱۹۹۹  |
| ۱۷۸۵۶۳ | 1999 VK167     | ۱۴ نوامبر ۱۹۹۹  |
| ۱۷۸۵۶۴ | 1999 VG175     | ۹ نوامبر ۱۹۹۹   |
| ۱۷۸۵۶۵ | 1999 VX176     | ۵ نوامبر ۱۹۹۹   |
| ۱۷۸۵۶۶ | 1999 VK182     | ۹ نوامبر ۱۹۹۹   |
| ۱۷۸۵۶۷ | 1999 VL187     | ۱۵ نوامبر ۱۹۹۹  |
| ۱۷۸۵۶۸ | 1999 VV207     | ۹ نوامبر ۱۹۹۹   |
| ۱۷۸۵۶۹ | 1999 VK211     | ۱۴ نوامبر ۱۹۹۹  |
| ۱۷۸۵۷۰ | 1999 VS212     | ۱۲ نوامبر ۱۹۹۹  |
| ۱۷۸۵۷۱ | 1999 WD6       | ۲۸ نوامبر ۱۹۹۹  |
| ۱۷۸۵۷۲ | 1999 WM10      | ۲۸ نوامبر ۱۹۹۹  |
| ۱۷۸۵۷۳ | 1999 WD17      | ۳۰ نوامبر ۱۹۹۹  |
| ۱۷۸۵۷۴ | 1999 WD26      | ۳۰ نوامبر ۱۹۹۹  |
| ۱۷۸۵۷۴ | 1999 XO        | ۲ دسامبر ۱۹۹۹   |
| ۱۷۸۵۷۶ | 1999 XR5       | ۴ دسامبر ۱۹۹۹   |
| ۱۷۸۵۷۷ | 1999 XB29      | ۶ دسامبر ۱۹۹۹   |
| ۱۷۸۵۷۸ | 1999 XV42      | ۷ دسامبر ۱۹۹۹   |
| ۱۷۸۵۷۹ | 1999 XV51      | ۷ دسامبر ۱۹۹۹   |
| ۱۷۸۵۸۰ | 1999 XK59      | ۷ دسامبر ۱۹۹۹   |
| ۱۷۸۵۸۱ | 1999 XC66      | ۷ دسامبر ۱۹۹۹   |
| ۱۷۸۵۸۲ | 1999 XX114     | ۱۱ دسامبر ۱۹۹۹  |
| ۱۷۸۵۸۳ | 1999 XD129     | ۱۲ دسامبر ۱۹۹۹  |
| ۱۷۸۵۸۴ | 1999 XL166     | ۱۰ دسامبر ۱۹۹۹  |
| ۱۷۸۵۸۵ | 1999 XQ212     | ۱۴ دسامبر ۱۹۹۹  |
| ۱۷۸۵۸۶ | 1999 XO219     | ۱۵ دسامبر ۱۹۹۹  |
| ۱۷۸۵۸۷ | 1999 XA225     | ۱۳ دسامبر ۱۹۹۹  |
| ۱۷۸۵۸۸ | 1999 XC225     | ۱۳ دسامبر ۱۹۹۹  |
| ۱۷۸۵۸۹ | 1999 YJ3       | ۱۷ دسامبر ۱۹۹۹  |
| ۱۷۸۵۹۰ | 1999 YO23      | ۱۶ دسامبر ۱۹۹۹  |
| ۱۷۸۵۹۱ | 2000 AQ30      | ۳ ژانویه ۲۰۰۰   |
| ۱۷۸۵۹۲ | 2000 AU42      | ۴ ژانویه ۲۰۰۰   |
| ۱۷۸۵۹۳ | 2000 AX104     | ۵ ژانویه ۲۰۰۰   |
| ۱۷۸۵۹۴ | 2000 AO242     | ۷ ژانویه ۲۰۰۰   |
| ۱۷۸۵۹۵ | 2000 AU250     | ۳ ژانویه ۲۰۰۰   |
| ۱۷۸۵۹۶ | 2000 BF6       | ۲۸ ژانویه ۲۰۰۰  |
| ۱۷۸۵۹۷ | 2000 BF9       | ۲۶ ژانویه ۲۰۰۰  |
| ۱۷۸۵۹۸ | 2000 BH28      | ۳۱ ژانویه ۲۰۰۰  |
| ۱۷۸۵۹۹ | 2000 CK37      | ۳ فوریه ۲۰۰۰    |
| ۱۷۸۶۰۰ | 2000 CX50      | ۲ فوریه ۲۰۰۰    |
| ۱۷۸۶۰۱ | 2000 CG59      | ۵ فوریه ۲۰۰۰    |
| ۱۷۸۶۰۲ | 2000 CT78      | ۸ فوریه ۲۰۰۰    |
| ۱۷۸۶۰۳ | 2000 CV107     | ۵ فوریه ۲۰۰۰    |
| ۱۷۸۶۰۴ | 2000 CE139     | ۵ فوریه ۲۰۰۰    |
| ۱۷۸۶۰۵ | 2000 DA17      | ۲۹ فوریه ۲۰۰۰   |
| ۱۷۸۶۰۶ | 2000 DR55      | ۲۹ فوریه ۲۰۰۰   |
| ۱۷۸۶۰۷ | 2000 DT56      | ۲۹ فوریه ۲۰۰۰   |
| ۱۷۸۶۰۸ | 2000 DJ70      | ۲۹ فوریه ۲۰۰۰   |
| ۱۷۸۶۰۹ | 2000 DH80      | ۲۸ فوریه ۲۰۰۰   |
| ۱۷۸۶۱۰ | 2000 EX5       | ۲ مارس ۲۰۰۰     |
| ۱۷۸۶۱۱ | 2000 ER55      | ۵ مارس ۲۰۰۰     |
| ۱۷۸۶۱۲ | 2000 EQ74      | ۱۱ مارس ۲۰۰۰    |
| ۱۷۸۶۱۳ | 2000 EF78      | ۵ مارس ۲۰۰۰     |
| ۱۷۸۶۱۴ | 2000 EZ114     | ۱۰ مارس ۲۰۰۰    |
| ۱۷۸۶۱۵ | 2000 EL119     | ۱۱ مارس ۲۰۰۰    |
| ۱۷۸۶۱۶ | 2000 EN140     | ۲ مارس ۲۰۰۰     |
| ۱۷۸۶۱۷ | 2000 EB153     | ۶ مارس ۲۰۰۰     |
| ۱۷۸۶۱۸ | 2000 EQ168     | ۴ مارس ۲۰۰۰     |
| ۱۷۸۶۱۸ | 2000 FT        | ۲۶ مارس ۲۰۰۰    |
| ۱۷۸۶۲۰ | 2000 FY14      | ۲۹ مارس ۲۰۰۰    |
| ۱۷۸۶۲۱ | 2000 FG33      | ۲۹ مارس ۲۰۰۰    |
| ۱۷۸۶۲۲ | 2000 FY38      | ۲۹ مارس ۲۰۰۰    |
| ۱۷۸۶۲۳ | 2000 FW69      | ۲۷ مارس ۲۰۰۰    |
| ۱۷۸۶۲۴ | 2000 FY70      | ۲۹ مارس ۲۰۰۰    |
| ۱۷۸۶۲۵ | 2000 GH35      | ۵ آوریل ۲۰۰۰    |
| ۱۷۸۶۲۶ | 2000 GT68      | ۵ آوریل ۲۰۰۰    |
| ۱۷۸۶۲۷ | 2000 GU82      | ۷ آوریل ۲۰۰۰    |
| ۱۷۸۶۲۸ | 2000 GZ115     | ۸ آوریل ۲۰۰۰    |
| ۱۷۸۶۲۹ | 2000 GV141     | ۷ آوریل ۲۰۰۰    |
| ۱۷۸۶۳۰ | 2000 GO153     | ۶ آوریل ۲۰۰۰    |
| ۱۷۸۶۳۱ | 2000 HW11      | ۲۸ آوریل ۲۰۰۰   |
| ۱۷۸۶۳۲ | 2000 HD31      | ۲۹ آوریل ۲۰۰۰   |
| ۱۷۸۶۳۳ | 2000 HF33      | ۲۹ آوریل ۲۰۰۰   |
| ۱۷۸۶۳۴ | 2000 HP81      | ۲۹ آوریل ۲۰۰۰   |
| ۱۷۸۶۳۵ | 2000 HL89      | ۲۹ آوریل ۲۰۰۰   |
| ۱۷۸۶۳۶ | 2000 JE6       | ۲ مه ۲۰۰۰       |
| ۱۷۸۶۳۷ | 2000 JK19      | ۴ مه ۲۰۰۰       |
| ۱۷۸۶۳۸ | 2000 JM20      | ۶ مه ۲۰۰۰       |
| ۱۷۸۶۳۹ | 2000 JU38      | ۷ مه ۲۰۰۰       |
| ۱۷۸۶۴۰ | 2000 JD47      | ۹ مه ۲۰۰۰       |
| ۱۷۸۶۴۱ | 2000 JZ69      | ۲ مه ۲۰۰۰       |
| ۱۷۸۶۴۲ | 2000 JC71      | ۱ مه ۲۰۰۰       |
| ۱۷۸۶۴۳ | 2000 JE94      | ۲ مه ۲۰۰۰       |
| ۱۷۸۶۴۴ | 2000 KO12      | ۲۸ مه ۲۰۰۰      |
| ۱۷۸۶۴۵ | 2000 KD25      | ۲۸ مه ۲۰۰۰      |
| ۱۷۸۶۴۶ | 2000 KW39      | ۲۵ مه ۲۰۰۰      |
| ۱۷۸۶۴۷ | 2000 KD44      | ۲۶ مه ۲۰۰۰      |
| ۱۷۸۶۴۸ | 2000 KQ54      | ۲۷ مه ۲۰۰۰      |
| ۱۷۸۶۴۹ | 2000 KQ65      | ۲۷ مه ۲۰۰۰      |
| ۱۷۸۶۵۰ | 2000 LZ10      | ۴ ژوئن ۲۰۰۰     |
| ۱۷۸۶۵۱ | 2000 NS4       | ۵ ژوئیه ۲۰۰۰    |
| ۱۷۸۶۵۲ | 2000 NF7       | ۴ ژوئیه ۲۰۰۰    |
| ۱۷۸۶۵۳ | 2000 OZ19      | ۳۰ ژوئیه ۲۰۰۰   |
| ۱۷۸۶۵۴ | 2000 OW26      | ۲۳ ژوئیه ۲۰۰۰   |
| ۱۷۸۶۵۵ | 2000 PO29      | ۱ اوت ۲۰۰۰      |
| ۱۷۸۶۵۶ | 2000 QV18      | ۲۴ اوت ۲۰۰۰     |
| ۱۷۸۶۵۷ | 2000 QZ18      | ۲۴ اوت ۲۰۰۰     |
| ۱۷۸۶۵۸ | 2000 QV34      | ۲۸ اوت ۲۰۰۰     |
| ۱۷۸۶۵۹ | 2000 QB40      | ۲۴ اوت ۲۰۰۰     |
| ۱۷۸۶۶۰ | 2000 QQ57      | ۲۶ اوت ۲۰۰۰     |
| ۱۷۸۶۶۱ | 2000 QC65      | ۲۸ اوت ۲۰۰۰     |
| ۱۷۸۶۶۲ | 2000 QP74      | ۲۴ اوت ۲۰۰۰     |
| ۱۷۸۶۶۳ | 2000 QA86      | ۲۵ اوت ۲۰۰۰     |
| ۱۷۸۶۶۴ | 2000 QR99      | ۲۸ اوت ۲۰۰۰     |
| ۱۷۸۶۶۵ | 2000 QF104     | ۲۸ اوت ۲۰۰۰     |
| ۱۷۸۶۶۶ | 2000 QT135     | ۲۶ اوت ۲۰۰۰     |
| ۱۷۸۶۶۷ | 2000 QW137     | ۳۱ اوت ۲۰۰۰     |
| ۱۷۸۶۶۸ | 2000 QL148     | ۲۷ اوت ۲۰۰۰     |
| ۱۷۸۶۶۹ | 2000 QG149     | ۲۴ اوت ۲۰۰۰     |
| ۱۷۸۶۷۰ | 2000 QN159     | ۳۱ اوت ۲۰۰۰     |
| ۱۷۸۶۷۱ | 2000 QS171     | ۳۱ اوت ۲۰۰۰     |
| ۱۷۸۶۷۲ | 2000 QS178     | ۳۱ اوت ۲۰۰۰     |
| ۱۷۸۶۷۳ | 2000 QG185     | ۲۶ اوت ۲۰۰۰     |
| ۱۷۸۶۷۴ | 2000 QR187     | ۲۶ اوت ۲۰۰۰     |
| ۱۷۸۶۷۵ | 2000 QB200     | ۲۹ اوت ۲۰۰۰     |
| ۱۷۸۶۷۶ | 2000 QT221     | ۲۱ اوت ۲۰۰۰     |
| ۱۷۸۶۷۷ | 2000 QJ227     | ۳۱ اوت ۲۰۰۰     |
| ۱۷۸۶۷۸ | 2000 QW231     | ۲۹ اوت ۲۰۰۰     |
| ۱۷۸۶۷۹ | 2000 QT247     | ۲۸ اوت ۲۰۰۰     |
| ۱۷۸۶۸۰ | 2000 RB9       | ۲ سپتامبر ۲۰۰۰  |
| ۱۷۸۶۸۱ | 2000 RF17      | ۱ سپتامبر ۲۰۰۰  |
| ۱۷۸۶۸۲ | 2000 RV32      | ۱ سپتامبر ۲۰۰۰  |
| ۱۷۸۶۸۳ | 2000 RQ84      | ۲ سپتامبر ۲۰۰۰  |
| ۱۷۸۶۸۴ | 2000 RP87      | ۲ سپتامبر ۲۰۰۰  |
| ۱۷۸۶۸۵ | 2000 RB94      | ۴ سپتامبر ۲۰۰۰  |
| ۱۷۸۶۸۶ | 2000 ST10      | ۲۴ سپتامبر ۲۰۰۰ |
| ۱۷۸۶۸۷ | 2000 SX15      | ۲۳ سپتامبر ۲۰۰۰ |
| ۱۷۸۶۸۸ | 2000 SQ16      | ۲۳ سپتامبر ۲۰۰۰ |
| ۱۷۸۶۸۹ | 2000 SL18      | ۲۳ سپتامبر ۲۰۰۰ |
| ۱۷۸۶۹۰ | 2000 SY26      | ۲۳ سپتامبر ۲۰۰۰ |
| ۱۷۸۶۹۱ | 2000 SB27      | ۲۳ سپتامبر ۲۰۰۰ |
| ۱۷۸۶۹۲ | 2000 SV28      | ۲۳ سپتامبر ۲۰۰۰ |
| ۱۷۸۶۹۳ | 2000 SD31      | ۲۴ سپتامبر ۲۰۰۰ |
| ۱۷۸۶۹۴ | 2000 SC42      | ۲۴ سپتامبر ۲۰۰۰ |
| ۱۷۸۶۹۵ | 2000 SH55      | ۲۴ سپتامبر ۲۰۰۰ |
| ۱۷۸۶۹۶ | 2000 SB58      | ۲۴ سپتامبر ۲۰۰۰ |
| ۱۷۸۶۹۷ | 2000 SF60      | ۲۴ سپتامبر ۲۰۰۰ |
| ۱۷۸۶۹۸ | 2000 SP66      | ۲۴ سپتامبر ۲۰۰۰ |
| ۱۷۸۶۹۹ | 2000 SS71      | ۲۴ سپتامبر ۲۰۰۰ |
| ۱۷۸۷۰۰ | 2000 SR88      | ۲۴ سپتامبر ۲۰۰۰ |
| ۱۷۸۷۰۱ | 2000 SY93      | ۲۳ سپتامبر ۲۰۰۰ |
| ۱۷۸۷۰۲ | 2000 SY100     | ۲۳ سپتامبر ۲۰۰۰ |
| ۱۷۸۷۰۳ | 2000 ST121     | ۲۴ سپتامبر ۲۰۰۰ |
| ۱۷۸۷۰۴ | 2000 SB133     | ۲۳ سپتامبر ۲۰۰۰ |
| ۱۷۸۷۰۵ | 2000 ST143     | ۲۴ سپتامبر ۲۰۰۰ |
| ۱۷۸۷۰۶ | 2000 SK168     | ۲۳ سپتامبر ۲۰۰۰ |
| ۱۷۸۷۰۷ | 2000 SW183     | ۲۰ سپتامبر ۲۰۰۰ |
| ۱۷۸۷۰۸ | 2000 SD195     | ۲۴ سپتامبر ۲۰۰۰ |
| ۱۷۸۷۰۹ | 2000 SO201     | ۲۴ سپتامبر ۲۰۰۰ |
| ۱۷۸۷۱۰ | 2000 SS207     | ۲۴ سپتامبر ۲۰۰۰ |
| ۱۷۸۷۱۱ | 2000 SL209     | ۲۵ سپتامبر ۲۰۰۰ |
| ۱۷۸۷۱۲ | 2000 SN220     | ۲۶ سپتامبر ۲۰۰۰ |
| ۱۷۸۷۱۳ | 2000 SG230     | ۲۸ سپتامبر ۲۰۰۰ |
| ۱۷۸۷۱۴ | 2000 SJ235     | ۲۴ سپتامبر ۲۰۰۰ |
| ۱۷۸۷۱۵ | 2000 SX236     | ۲۴ سپتامبر ۲۰۰۰ |
| ۱۷۸۷۱۶ | 2000 SW245     | ۲۴ سپتامبر ۲۰۰۰ |
| ۱۷۸۷۱۷ | 2000 SA260     | ۲۴ سپتامبر ۲۰۰۰ |
| ۱۷۸۷۱۸ | 2000 SQ260     | ۲۴ سپتامبر ۲۰۰۰ |
| ۱۷۸۷۱۹ | 2000 SV262     | ۲۵ سپتامبر ۲۰۰۰ |
| ۱۷۸۷۲۰ | 2000 SE263     | ۲۵ سپتامبر ۲۰۰۰ |
| ۱۷۸۷۲۱ | 2000 SZ264     | ۲۶ سپتامبر ۲۰۰۰ |
| ۱۷۸۷۲۲ | 2000 SL268     | ۲۷ سپتامبر ۲۰۰۰ |
| ۱۷۸۷۲۳ | 2000 SM272     | ۲۸ سپتامبر ۲۰۰۰ |
| ۱۷۸۷۲۴ | 2000 SW297     | ۲۸ سپتامبر ۲۰۰۰ |
| ۱۷۸۷۲۵ | 2000 SG298     | ۲۸ سپتامبر ۲۰۰۰ |
| ۱۷۸۷۲۶ | 2000 SZ298     | ۲۸ سپتامبر ۲۰۰۰ |
| ۱۷۸۷۲۷ | 2000 SA300     | ۲۸ سپتامبر ۲۰۰۰ |
| ۱۷۸۷۲۸ | 2000 SQ306     | ۳۰ سپتامبر ۲۰۰۰ |
| ۱۷۸۷۲۹ | 2000 SP311     | ۲۷ سپتامبر ۲۰۰۰ |
| ۱۷۸۷۳۰ | 2000 ST322     | ۲۸ سپتامبر ۲۰۰۰ |
| ۱۷۸۷۳۱ | 2000 SM340     | ۲۴ سپتامبر ۲۰۰۰ |
| ۱۷۸۷۳۲ | 2000 SJ351     | ۲۹ سپتامبر ۲۰۰۰ |
| ۱۷۸۷۳۳ | 2000 SP359     | ۲۶ سپتامبر ۲۰۰۰ |
| ۱۷۸۷۳۴ | 2000 TB2       | ۳ اکتبر ۲۰۰۰    |
| ۱۷۸۷۳۵ | 2000 TN13      | ۱ اکتبر ۲۰۰۰    |
| ۱۷۸۷۳۶ | 2000 TH21      | ۱ اکتبر ۲۰۰۰    |
| ۱۷۸۷۳۷ | 2000 TG23      | ۱ اکتبر ۲۰۰۰    |
| ۱۷۸۷۳۸ | 2000 TG29      | ۳ اکتبر ۲۰۰۰    |
| ۱۷۸۷۳۹ | 2000 TT37      | ۱ اکتبر ۲۰۰۰    |
| ۱۷۸۷۴۰ | 2000 TG46      | ۱ اکتبر ۲۰۰۰    |
| ۱۷۸۷۴۱ | 2000 TK49      | ۱ اکتبر ۲۰۰۰    |
| ۱۷۸۷۴۲ | 2000 TF51      | ۱ اکتبر ۲۰۰۰    |
| ۱۷۸۷۴۳ | 2000 TF66      | ۱ اکتبر ۲۰۰۰    |
| ۱۷۸۷۴۴ | 2000 UK33      | ۳۰ اکتبر ۲۰۰۰   |
| ۱۷۸۷۴۵ | 2000 UF35      | ۲۴ اکتبر ۲۰۰۰   |
| ۱۷۸۷۴۶ | 2000 UL48      | ۲۴ اکتبر ۲۰۰۰   |
| ۱۷۸۷۴۷ | 2000 UT69      | ۲۵ اکتبر ۲۰۰۰   |
| ۱۷۸۷۴۸ | 2000 UL83      | ۳۰ اکتبر ۲۰۰۰   |
| ۱۷۸۷۴۹ | 2000 UO86      | ۳۱ اکتبر ۲۰۰۰   |
| ۱۷۸۷۵۰ | 2000 UO101     | ۲۵ اکتبر ۲۰۰۰   |
| ۱۷۸۷۵۱ | 2000 UE113     | ۱۹ اکتبر ۲۰۰۰   |
| ۱۷۸۷۵۲ | 2000 VO2       | ۱ نوامبر ۲۰۰۰   |
| ۱۷۸۷۵۳ | 2000 VN5       | ۱ نوامبر ۲۰۰۰   |
| ۱۷۸۷۵۴ | 2000 VD14      | ۱ نوامبر ۲۰۰۰   |
| ۱۷۸۷۵۵ | 2000 VL42      | ۱ نوامبر ۲۰۰۰   |
| ۱۷۸۷۵۶ | 2000 VW42      | ۱ نوامبر ۲۰۰۰   |
| ۱۷۸۷۵۷ | 2000 VA44      | ۱ نوامبر ۲۰۰۰   |
| ۱۷۸۷۵۸ | 2000 VL45      | ۱ نوامبر ۲۰۰۰   |
| ۱۷۸۷۵۹ | 2000 VC51      | ۳ نوامبر ۲۰۰۰   |
| ۱۷۸۷۶۰ | 2000 VQ64      | ۱ نوامبر ۲۰۰۰   |
| ۱۷۸۷۶۱ | 2000 WW3       | ۱۹ نوامبر ۲۰۰۰  |
| ۱۷۸۷۶۲ | 2000 WN4       | ۱۹ نوامبر ۲۰۰۰  |
| ۱۷۸۷۶۳ | 2000 WF5       | ۱۹ نوامبر ۲۰۰۰  |
| ۱۷۸۷۶۴ | 2000 WM14      | ۲۰ نوامبر ۲۰۰۰  |
| ۱۷۸۷۶۵ | 2000 WT14      | ۲۰ نوامبر ۲۰۰۰  |
| ۱۷۸۷۶۶ | 2000 WP25      | ۲۱ نوامبر ۲۰۰۰  |
| ۱۷۸۷۶۷ | 2000 WV45      | ۲۱ نوامبر ۲۰۰۰  |
| ۱۷۸۷۶۸ | 2000 WK52      | ۲۷ نوامبر ۲۰۰۰  |
| ۱۷۸۷۶۹ | 2000 WD57      | ۲۱ نوامبر ۲۰۰۰  |
| ۱۷۸۷۷۰ | 2000 WY111     | ۲۰ نوامبر ۲۰۰۰  |
| ۱۷۸۷۷۱ | 2000 WJ187     | ۱۹ نوامبر ۲۰۰۰  |
| ۱۷۸۷۷۲ | 2000 WB189     | ۱۸ نوامبر ۲۰۰۰  |
| ۱۷۸۷۷۳ | 2000 YH26      | ۲۳ دسامبر ۲۰۰۰  |
| ۱۷۸۷۷۴ | 2000 YC52      | ۳۰ دسامبر ۲۰۰۰  |
| ۱۷۸۷۷۵ | 2000 YR77      | ۳۰ دسامبر ۲۰۰۰  |
| ۱۷۸۷۷۶ | 2000 YZ94      | ۳۰ دسامبر ۲۰۰۰  |
| ۱۷۸۷۷۷ | 2000 YA108     | ۳۰ دسامبر ۲۰۰۰  |
| ۱۷۸۷۷۸ | 2000 YC140     | ۳۱ دسامبر ۲۰۰۰  |
| ۱۷۸۷۷۹ | 2001 AG13      | ۲ ژانویه ۲۰۰۱   |
| ۱۷۸۷۸۰ | 2001 AV29      | ۴ ژانویه ۲۰۰۱   |
| ۱۷۸۷۸۱ | 2001 AE34      | ۴ ژانویه ۲۰۰۱   |
| ۱۷۸۷۸۲ | 2001 AA46      | ۱۵ ژانویه ۲۰۰۱  |
| ۱۷۸۷۸۳ | 2001 BY2       | ۱۸ ژانویه ۲۰۰۱  |
| ۱۷۸۷۸۴ | 2001 BT3       | ۱۸ ژانویه ۲۰۰۱  |
| ۱۷۸۷۸۵ | 2001 BE83      | ۲۱ ژانویه ۲۰۰۱  |
| ۱۷۸۷۸۶ | 2001 CF24      | ۱ فوریه ۲۰۰۱    |
| ۱۷۸۷۸۷ | 2001 CR45      | ۱۵ فوریه ۲۰۰۱   |
| ۱۷۸۷۸۸ | 2001 CY49      | ۳ فوریه ۲۰۰۱    |
| ۱۷۸۷۸۸ | 2001 DE        | ۱۶ فوریه ۲۰۰۱   |
| ۱۷۸۷۹۰ | 2001 DY1       | ۱۶ فوریه ۲۰۰۱   |
| ۱۷۸۷۹۱ | 2001 DU5       | ۱۶ فوریه ۲۰۰۱   |
| ۱۷۸۷۹۲ | 2001 DH14      | ۱۹ فوریه ۲۰۰۱   |
| ۱۷۸۷۹۳ | 2001 DX33      | ۱۷ فوریه ۲۰۰۱   |
| ۱۷۸۷۹۴ | 2001 DD47      | ۱۹ فوریه ۲۰۰۱   |
| ۱۷۸۷۹۵ | 2001 DQ66      | ۱۹ فوریه ۲۰۰۱   |
| ۱۷۸۷۹۶ | Posztoczky     | ۲۷ فوریه ۲۰۰۱   |
| ۱۷۸۷۹۷ | 2001 DO92      | ۱۹ فوریه ۲۰۰۱   |
| ۱۷۸۷۹۸ | 2001 ED3       | ۳ مارس ۲۰۰۱     |
| ۱۷۸۷۹۹ | 2001 EG4       | ۲ مارس ۲۰۰۱     |
| ۱۷۸۸۰۰ | 2001 EB8       | ۲ مارس ۲۰۰۱     |
| ۱۷۸۸۰۱ | 2001 ES23      | ۱۵ مارس ۲۰۰۱    |
| ۱۷۸۸۰۱ | 2001 FN        | ۱۶ مارس ۲۰۰۱    |
| ۱۷۸۸۰۳ | Kristenjohnson | ۱۹ مارس ۲۰۰۱    |
| ۱۷۸۸۰۴ | 2001 FZ31      | ۲۲ مارس ۲۰۰۱    |
| ۱۷۸۸۰۵ | 2001 FS41      | ۱۸ مارس ۲۰۰۱    |
| ۱۷۸۸۰۶ | 2001 FM59      | ۱۹ مارس ۲۰۰۱    |
| ۱۷۸۸۰۷ | 2001 FE60      | ۱۹ مارس ۲۰۰۱    |
| ۱۷۸۸۰۸ | 2001 FF63      | ۱۹ مارس ۲۰۰۱    |
| ۱۷۸۸۰۹ | 2001 FF76      | ۱۹ مارس ۲۰۰۱    |
| ۱۷۸۸۱۰ | 2001 FP76      | ۱۹ مارس ۲۰۰۱    |
| ۱۷۸۸۱۱ | 2001 FJ82      | ۲۳ مارس ۲۰۰۱    |
| ۱۷۸۸۱۲ | 2001 FC89      | ۲۷ مارس ۲۰۰۱    |
| ۱۷۸۸۱۳ | 2001 FJ89      | ۲۷ مارس ۲۰۰۱    |
| ۱۷۸۸۱۴ | 2001 FM98      | ۱۶ مارس ۲۰۰۱    |
| ۱۷۸۸۱۵ | 2001 FQ108     | ۱۸ مارس ۲۰۰۱    |
| ۱۷۸۸۱۶ | 2001 FN114     | ۱۹ مارس ۲۰۰۱    |
| ۱۷۸۸۱۷ | 2001 FZ120     | ۲۶ مارس ۲۰۰۱    |
| ۱۷۸۸۱۸ | 2001 FK122     | ۲۳ مارس ۲۰۰۱    |
| ۱۷۸۸۱۹ | 2001 FX153     | ۲۶ مارس ۲۰۰۱    |
| ۱۷۸۸۲۰ | 2001 FR158     | ۲۷ مارس ۲۰۰۱    |
| ۱۷۸۸۲۱ | 2001 FX161     | ۳۰ مارس ۲۰۰۱    |
| ۱۷۸۸۲۲ | 2001 FV164     | ۱۸ مارس ۲۰۰۱    |
| ۱۷۸۸۲۳ | 2001 FP176     | ۱۶ مارس ۲۰۰۱    |
| ۱۷۸۸۲۴ | 2001 FF189     | ۱۶ مارس ۲۰۰۱    |
| ۱۷۸۸۲۵ | 2001 GB1       | ۱۳ آوریل ۲۰۰۱   |
| ۱۷۸۸۲۶ | 2001 GN3       | ۱۵ آوریل ۲۰۰۱   |
| ۱۷۸۸۲۷ | 2001 GR3       | ۱۵ آوریل ۲۰۰۱   |
| ۱۷۸۸۲۸ | 2001 GL7       | ۱۵ آوریل ۲۰۰۱   |
| ۱۷۸۸۲۹ | 2001 GQ10      | ۱۵ آوریل ۲۰۰۱   |
| ۱۷۸۸۳۰ | Anne-Veronique | ۱۸ آوریل ۲۰۰۱   |
| ۱۷۸۸۳۱ | 2001 HL3       | ۱۷ آوریل ۲۰۰۱   |
| ۱۷۸۸۳۲ | 2001 HR3       | ۱۷ آوریل ۲۰۰۱   |
| ۱۷۸۸۳۳ | 2001 HN12      | ۱۸ آوریل ۲۰۰۱   |
| ۱۷۸۸۳۴ | 2001 HA16      | ۲۴ آوریل ۲۰۰۱   |
| ۱۷۸۸۳۵ | 2001 HT17      | ۲۴ آوریل ۲۰۰۱   |
| ۱۷۸۸۳۶ | 2001 HD18      | ۲۴ آوریل ۲۰۰۱   |
| ۱۷۸۸۳۷ | 2001 HN20      | ۲۱ آوریل ۲۰۰۱   |
| ۱۷۸۸۳۸ | 2001 HA21      | ۲۳ آوریل ۲۰۰۱   |
| ۱۷۸۸۳۹ | 2001 HB21      | ۲۳ آوریل ۲۰۰۱   |
| ۱۷۸۸۴۰ | 2001 HN25      | ۲۶ آوریل ۲۰۰۱   |
| ۱۷۸۸۴۱ | 2001 HZ43      | ۱۶ آوریل ۲۰۰۱   |
| ۱۷۸۸۴۲ | 2001 HQ50      | ۲۳ آوریل ۲۰۰۱   |
| ۱۷۸۸۴۳ | 2001 HL52      | ۲۳ آوریل ۲۰۰۱   |
| ۱۷۸۸۴۴ | 2001 HG53      | ۲۳ آوریل ۲۰۰۱   |
| ۱۷۸۸۴۵ | 2001 HX66      | ۲۶ آوریل ۲۰۰۱   |
| ۱۷۸۸۴۵ | 2001 JT        | ۱۰ مه ۲۰۰۱      |
| ۱۷۸۸۴۷ | 2001 JK3       | ۱۵ مه ۲۰۰۱      |
| ۱۷۸۸۴۸ | 2001 JA4       | ۱۵ مه ۲۰۰۱      |
| ۱۷۸۸۴۹ | 2001 JZ7       | ۱۵ مه ۲۰۰۱      |
| ۱۷۸۸۵۰ | 2001 JT9       | ۱۵ مه ۲۰۰۱      |
| ۱۷۸۸۵۱ | 2001 KU4       | ۱۷ مه ۲۰۰۱      |
| ۱۷۸۸۵۲ | 2001 KM14      | ۱۸ مه ۲۰۰۱      |
| ۱۷۸۸۵۳ | 2001 KR14      | ۱۸ مه ۲۰۰۱      |
| ۱۷۸۸۵۴ | 2001 KR16      | ۱۸ مه ۲۰۰۱      |
| ۱۷۸۸۵۵ | 2001 KL18      | ۲۱ مه ۲۰۰۱      |
| ۱۷۸۸۵۶ | 2001 KY19      | ۲۲ مه ۲۰۰۱      |
| ۱۷۸۸۵۷ | 2001 KD20      | ۱۸ مه ۲۰۰۱      |
| ۱۷۸۸۵۸ | 2001 KM23      | ۱۷ مه ۲۰۰۱      |
| ۱۷۸۸۵۹ | 2001 KL24      | ۱۷ مه ۲۰۰۱      |
| ۱۷۸۸۶۰ | 2001 KZ42      | ۲۲ مه ۲۰۰۱      |
| ۱۷۸۸۶۱ | 2001 KD57      | ۲۳ مه ۲۰۰۱      |
| ۱۷۸۸۶۲ | 2001 KQ62      | ۱۸ مه ۲۰۰۱      |
| ۱۷۸۸۶۳ | 2001 KK63      | ۱۸ مه ۲۰۰۱      |
| ۱۷۸۸۶۴ | 2001 KV68      | ۲۱ مه ۲۰۰۱      |
| ۱۷۸۸۶۵ | 2001 KF70      | ۲۳ مه ۲۰۰۱      |
| ۱۷۸۸۶۶ | 2001 KA75      | ۲۶ مه ۲۰۰۱      |
| ۱۷۸۸۶۷ | 2001 LA7       | ۱۵ ژوئن ۲۰۰۱    |
| ۱۷۸۸۶۸ | 2001 MU4       | ۱۷ ژوئن ۲۰۰۱    |
| ۱۷۸۸۶۹ | 2001 MD6       | ۱۹ ژوئن ۲۰۰۱    |
| ۱۷۸۸۷۰ | 2001 MK6       | ۲۱ ژوئن ۲۰۰۱    |
| ۱۷۸۸۷۱ | 2001 MA8       | ۲۱ ژوئن ۲۰۰۱    |
| ۱۷۸۸۷۲ | 2001 MZ13      | ۲۴ ژوئن ۲۰۰۱    |
| ۱۷۸۸۷۳ | 2001 MB21      | ۲۶ ژوئن ۲۰۰۱    |
| ۱۷۸۸۷۴ | 2001 MF23      | ۲۸ ژوئن ۲۰۰۱    |
| ۱۷۸۸۷۵ | 2001 MW23      | ۲۷ ژوئن ۲۰۰۱    |
| ۱۷۸۸۷۶ | 2001 NS9       | ۱۴ ژوئیه ۲۰۰۱   |
| ۱۷۸۸۷۷ | 2001 NF13      | ۱۲ ژوئیه ۲۰۰۱   |
| ۱۷۸۸۷۸ | 2001 NA16      | ۱۴ ژوئیه ۲۰۰۱   |
| ۱۷۸۸۷۹ | 2001 NL16      | ۱۴ ژوئیه ۲۰۰۱   |
| ۱۷۸۸۸۰ | 2001 NU17      | ۱۴ ژوئیه ۲۰۰۱   |
| ۱۷۸۸۸۰ | 2001 OY        | ۱۷ ژوئیه ۲۰۰۱   |
| ۱۷۸۸۸۲ | 2001 OH6       | ۱۷ ژوئیه ۲۰۰۱   |
| ۱۷۸۸۸۳ | 2001 OA11      | ۲۰ ژوئیه ۲۰۰۱   |
| ۱۷۸۸۸۴ | 2001 OZ18      | ۱۷ ژوئیه ۲۰۰۱   |
| ۱۷۸۸۸۵ | 2001 OD20      | ۱۹ ژوئیه ۲۰۰۱   |
| ۱۷۸۸۸۶ | 2001 OD24      | ۱۶ ژوئیه ۲۰۰۱   |
| ۱۷۸۸۸۷ | 2001 OU27      | ۱۸ ژوئیه ۲۰۰۱   |
| ۱۷۸۸۸۸ | 2001 OW32      | ۱۹ ژوئیه ۲۰۰۱   |
| ۱۷۸۸۸۹ | 2001 OC34      | ۱۹ ژوئیه ۲۰۰۱   |
| ۱۷۸۸۹۰ | 2001 OC40      | ۲۰ ژوئیه ۲۰۰۱   |
| ۱۷۸۸۹۱ | 2001 OU40      | ۲۰ ژوئیه ۲۰۰۱   |
| ۱۷۸۸۹۲ | 2001 OA42      | ۲۲ ژوئیه ۲۰۰۱   |
| ۱۷۸۸۹۳ | 2001 OD43      | ۲۲ ژوئیه ۲۰۰۱   |
| ۱۷۸۸۹۴ | 2001 OZ48      | ۱۶ ژوئیه ۲۰۰۱   |
| ۱۷۸۸۹۵ | 2001 ON49      | ۱۷ ژوئیه ۲۰۰۱   |
| ۱۷۸۸۹۶ | 2001 OG58      | ۲۰ ژوئیه ۲۰۰۱   |
| ۱۷۸۸۹۷ | 2001 ON61      | ۲۱ ژوئیه ۲۰۰۱   |
| ۱۷۸۸۹۸ | 2001 OR70      | ۱۹ ژوئیه ۲۰۰۱   |
| ۱۷۸۸۹۹ | 2001 OF71      | ۲۰ ژوئیه ۲۰۰۱   |
| ۱۷۸۹۰۰ | 2001 OL80      | ۲۹ ژوئیه ۲۰۰۱   |
| ۱۷۸۹۰۱ | 2001 OE83      | ۲۷ ژوئیه ۲۰۰۱   |
| ۱۷۸۹۰۲ | 2001 OD90      | ۲۳ ژوئیه ۲۰۰۱   |
| ۱۷۸۹۰۳ | 2001 OP90      | ۲۵ ژوئیه ۲۰۰۱   |
| ۱۷۸۹۰۴ | 2001 OO93      | ۲۵ ژوئیه ۲۰۰۱   |
| ۱۷۸۹۰۵ | 2001 OV93      | ۲۶ ژوئیه ۲۰۰۱   |
| ۱۷۸۹۰۶ | 2001 OV99      | ۲۷ ژوئیه ۲۰۰۱   |
| ۱۷۸۹۰۷ | 2001 OE111     | ۲۰ ژوئیه ۲۰۰۱   |
| ۱۷۸۹۰۸ | 2001 PD4       | ۵ اوت ۲۰۰۱      |
| ۱۷۸۹۰۹ | 2001 PL18      | ۹ اوت ۲۰۰۱      |
| ۱۷۸۹۱۰ | 2001 PJ21      | ۱۰ اوت ۲۰۰۱     |
| ۱۷۸۹۱۱ | 2001 PZ23      | ۱۱ اوت ۲۰۰۱     |
| ۱۷۸۹۱۲ | 2001 PG27      | ۱۱ اوت ۲۰۰۱     |
| ۱۷۸۹۱۳ | 2001 PU32      | ۱۰ اوت ۲۰۰۱     |
| ۱۷۸۹۱۴ | 2001 PN37      | ۱۱ اوت ۲۰۰۱     |
| ۱۷۸۹۱۵ | 2001 PK63      | ۱۳ اوت ۲۰۰۱     |
| ۱۷۸۹۱۶ | 2001 QO3       | ۱۶ اوت ۲۰۰۱     |
| ۱۷۸۹۱۷ | 2001 QP4       | ۱۶ اوت ۲۰۰۱     |
| ۱۷۸۹۱۸ | 2001 QZ4       | ۱۶ اوت ۲۰۰۱     |
| ۱۷۸۹۱۹ | 2001 QT11      | ۱۶ اوت ۲۰۰۱     |
| ۱۷۸۹۲۰ | 2001 QO14      | ۱۶ اوت ۲۰۰۱     |
| ۱۷۸۹۲۱ | 2001 QP21      | ۱۶ اوت ۲۰۰۱     |
| ۱۷۸۹۲۲ | 2001 QE24      | ۱۶ اوت ۲۰۰۱     |
| ۱۷۸۹۲۳ | 2001 QU25      | ۱۶ اوت ۲۰۰۱     |
| ۱۷۸۹۲۴ | 2001 QR27      | ۱۶ اوت ۲۰۰۱     |
| ۱۷۸۹۲۵ | 2001 QE30      | ۱۶ اوت ۲۰۰۱     |
| ۱۷۸۹۲۶ | 2001 QP33      | ۱۶ اوت ۲۰۰۱     |
| ۱۷۸۹۲۷ | 2001 QS35      | ۱۶ اوت ۲۰۰۱     |
| ۱۷۸۹۲۸ | 2001 QP41      | ۱۶ اوت ۲۰۰۱     |
| ۱۷۸۹۲۹ | 2001 QC48      | ۱۶ اوت ۲۰۰۱     |
| ۱۷۸۹۳۰ | 2001 QO53      | ۱۶ اوت ۲۰۰۱     |
| ۱۷۸۹۳۱ | 2001 QJ54      | ۱۶ اوت ۲۰۰۱     |
| ۱۷۸۹۳۲ | 2001 QY58      | ۱۷ اوت ۲۰۰۱     |
| ۱۷۸۹۳۳ | 2001 QV66      | ۱۷ اوت ۲۰۰۱     |
| ۱۷۸۹۳۴ | 2001 QL67      | ۱۹ اوت ۲۰۰۱     |
| ۱۷۸۹۳۵ | 2001 QY68      | ۱۷ اوت ۲۰۰۱     |
| ۱۷۸۹۳۶ | 2001 QA81      | ۱۷ اوت ۲۰۰۱     |
| ۱۷۸۹۳۷ | 2001 QD82      | ۱۷ اوت ۲۰۰۱     |
| ۱۷۸۹۳۸ | 2001 QA89      | ۲۲ اوت ۲۰۰۱     |
| ۱۷۸۹۳۹ | 2001 QP89      | ۱۶ اوت ۲۰۰۱     |
| ۱۷۸۹۴۰ | 2001 QG98      | ۱۹ اوت ۲۰۰۱     |
| ۱۷۸۹۴۱ | 2001 QY100     | ۱۹ اوت ۲۰۰۱     |
| ۱۷۸۹۴۲ | 2001 QK103     | ۱۹ اوت ۲۰۰۱     |
| ۱۷۸۹۴۳ | 2001 QA111     | ۲۵ اوت ۲۰۰۱     |
| ۱۷۸۹۴۴ | 2001 QA121     | ۱۹ اوت ۲۰۰۱     |
| ۱۷۸۹۴۵ | 2001 QP122     | ۱۹ اوت ۲۰۰۱     |
| ۱۷۸۹۴۶ | 2001 QV123     | ۱۹ اوت ۲۰۰۱     |
| ۱۷۸۹۴۷ | 2001 QG124     | ۱۹ اوت ۲۰۰۱     |
| ۱۷۸۹۴۸ | 2001 QJ130     | ۲۰ اوت ۲۰۰۱     |
| ۱۷۸۹۴۹ | 2001 QM132     | ۲۰ اوت ۲۰۰۱     |
| ۱۷۸۹۵۰ | 2001 QK136     | ۲۲ اوت ۲۰۰۱     |
| ۱۷۸۹۵۱ | 2001 QP149     | ۲۲ اوت ۲۰۰۱     |
| ۱۷۸۹۵۲ | 2001 QO151     | ۲۴ اوت ۲۰۰۱     |
| ۱۷۸۹۵۳ | 2001 QB163     | ۳۱ اوت ۲۰۰۱     |
| ۱۷۸۹۵۴ | 2001 QT166     | ۲۴ اوت ۲۰۰۱     |
| ۱۷۸۹۵۵ | 2001 QH180     | ۲۵ اوت ۲۰۰۱     |
| ۱۷۸۹۵۶ | 2001 QN185     | ۲۱ اوت ۲۰۰۱     |
| ۱۷۸۹۵۷ | 2001 QO186     | ۲۱ اوت ۲۰۰۱     |
| ۱۷۸۹۵۸ | 2001 QG188     | ۲۱ اوت ۲۰۰۱     |
| ۱۷۸۹۵۹ | 2001 QK188     | ۲۲ اوت ۲۰۰۱     |
| ۱۷۸۹۶۰ | 2001 QH189     | ۲۲ اوت ۲۰۰۱     |
| ۱۷۸۹۶۱ | 2001 QY202     | ۲۳ اوت ۲۰۰۱     |
| ۱۷۸۹۶۲ | 2001 QO211     | ۲۳ اوت ۲۰۰۱     |
| ۱۷۸۹۶۳ | 2001 QO213     | ۲۳ اوت ۲۰۰۱     |
| ۱۷۸۹۶۴ | 2001 QY213     | ۲۳ اوت ۲۰۰۱     |
| ۱۷۸۹۶۵ | 2001 QS216     | ۲۳ اوت ۲۰۰۱     |
| ۱۷۸۹۶۶ | 2001 QY221     | ۲۴ اوت ۲۰۰۱     |
| ۱۷۸۹۶۷ | 2001 QB229     | ۲۴ اوت ۲۰۰۱     |
| ۱۷۸۹۶۸ | 2001 QW229     | ۲۴ اوت ۲۰۰۱     |
| ۱۷۸۹۶۹ | 2001 QG231     | ۲۴ اوت ۲۰۰۱     |
| ۱۷۸۹۷۰ | 2001 QH232     | ۲۴ اوت ۲۰۰۱     |
| ۱۷۸۹۷۱ | 2001 QJ236     | ۲۴ اوت ۲۰۰۱     |
| ۱۷۸۹۷۲ | 2001 QS239     | ۲۴ اوت ۲۰۰۱     |
| ۱۷۸۹۷۳ | 2001 QL245     | ۲۴ اوت ۲۰۰۱     |
| ۱۷۸۹۷۴ | 2001 QO246     | ۲۴ اوت ۲۰۰۱     |
| ۱۷۸۹۷۵ | 2001 QZ246     | ۲۴ اوت ۲۰۰۱     |
| ۱۷۸۹۷۶ | 2001 QA248     | ۲۴ اوت ۲۰۰۱     |
| ۱۷۸۹۷۷ | 2001 QG255     | ۲۵ اوت ۲۰۰۱     |
| ۱۷۸۹۷۸ | 2001 QK257     | ۲۵ اوت ۲۰۰۱     |
| ۱۷۸۹۷۹ | 2001 QT257     | ۲۵ اوت ۲۰۰۱     |
| ۱۷۸۹۸۰ | 2001 QJ263     | ۲۵ اوت ۲۰۰۱     |
| ۱۷۸۹۸۱ | 2001 QB266     | ۲۰ اوت ۲۰۰۱     |
| ۱۷۸۹۸۲ | 2001 QY268     | ۲۰ اوت ۲۰۰۱     |
| ۱۷۸۹۸۳ | 2001 QU273     | ۱۹ اوت ۲۰۰۱     |
| ۱۷۸۹۸۴ | 2001 QE279     | ۱۹ اوت ۲۰۰۱     |
| ۱۷۸۹۸۵ | 2001 QA288     | ۱۷ اوت ۲۰۰۱     |
| ۱۷۸۹۸۶ | 2001 QO292     | ۱۶ اوت ۲۰۰۱     |
| ۱۷۸۹۸۷ | 2001 QD306     | ۱۹ اوت ۲۰۰۱     |
| ۱۷۸۹۸۸ | 2001 QF329     | ۱۹ اوت ۲۰۰۱     |
| ۱۷۸۹۸۹ | 2001 QY329     | ۲۵ اوت ۲۰۰۱     |
| ۱۷۸۹۹۰ | 2001 QZ329     | ۲۵ اوت ۲۰۰۱     |
| ۱۷۸۹۹۱ | 2001 QF333     | ۲۲ اوت ۲۰۰۱     |
| ۱۷۸۹۹۲ | 2001 RM2       | ۹ سپتامبر ۲۰۰۱  |
| ۱۷۸۹۹۳ | 2001 RS2       | ۹ سپتامبر ۲۰۰۱  |
| ۱۷۸۹۹۴ | 2001 RV2       | ۹ سپتامبر ۲۰۰۱  |
| ۱۷۸۹۹۵ | 2001 RT4       | ۸ سپتامبر ۲۰۰۱  |
| ۱۷۸۹۹۶ | 2001 RY5       | ۸ سپتامبر ۲۰۰۱  |
| ۱۷۸۹۹۷ | 2001 RD10      | ۱۰ سپتامبر ۲۰۰۱ |
| ۱۷۸۹۹۸ | 2001 RP10      | ۱۰ سپتامبر ۲۰۰۱ |
| ۱۷۸۹۹۹ | 2001 RT10      | ۱۰ سپتامبر ۲۰۰۱ |
| ۱۷۹۰۰۰ | 2001 RY13      | ۱۰ سپتامبر ۲۰۰۱ |